# Derby calcistici in Campania

Bandiera della regione Campania.

I derby calcistici in Campania sono gli incontri di calcio che vedono a confronto due squadre appartenenti alla regione Campania.
Gli eventi calcistici campani più prestigiosi sono stati disputati in Serie A. Il primo derby in massima serie si è svolto tra Napoli e Salernitana nel dopoguerra. Gli azzurri hanno in seguito sfidato l'Avellino durante gli anni settanta e ottanta per dieci stagioni consecutive, mentre gli incontri più recenti di massima serie risalgono alla stagione 2021-22 e alla stagione 2022-23 ed hanno contrapposto Napoli e Salernitana.
Sfide regionali di rilievo si sono tenute anche nel massimo livello prima dell'istituzione della Serie A, e si verificano di frequente anche in Coppa Italia e in Serie B.
Anche in altre categorie e competizioni ufficiali, professionistiche e non, si sono tenuti, e si tengono ogni anno, molti derby tra squadre campane.

## Primo derby campano ufficiale

### Internazionale Napoli-Naples
Il primo derby campano ufficiale della storia del calcio è Naples-Internazionale Napoli del 19 gennaio 1913. Sia la partita di andata che quella di ritorno terminarono con la vittoria del Naples (2-1 e 3-2). Nella stagione successiva (Prima Categoria 1913-1914) l'Internaples eliminò il Naples nella semifinale centro-sud (1-1 e 2-1) prima di perdere la finale contro la Lazio. Le due squadre nel campionato di 1914-15 si affrontano nuovamente, e dopo la gara di andata vinta dall'Internapoli per 3-0, quella di ritorno finisce 4-1 per il Naples. A causa dello scoppio della prima guerra mondiale le attività ufficiali vennero poi sospese. Si riprese a giocare nel 1919 e verrà inaugurato il primo girone campano con ben 4 squadre della provincia di Napoli più il Pro Caserta. Tra i risultati delle squadre napoletane più rappresentative della Prima Categoria 1919-1920 sono da citare le sfide tra Naples e Internazionale Napoli, terminate entrambe a favore di quest'ultima, con i risultati di 2-1 e 3-1.
La Prima Categoria 1920-1921 vide di fronte 7 squadre partenopee più la Salernitana, per un totale di 8 squadre campane divise in due sottogironi. Naples e Internazionale Napoli parteciparono a due gironi distinti nella prima fase. Nella seconda fase il Naples all'andata pareggiò con l'Internazionale Napoli 0-0 (13 febbraio 1921) e al ritorno vinse 2-1 (7 marzo 1921).
Il numero dei club di Napoli e provincia aumentò anno dopo anno, ma nessuno di essi sarà in grado di competere con le squadre del Nord. Nel campionato di Prima Divisione 1921-1922 le partite finirono 1-0 in casa dell'Internazionale Napoli per i padroni di casa e 4-1 in casa del Naples per i padroni di casa.
L'Internaples è il frutto della fusione tra Naples e Internazionale Napoli, resasi necessaria per motivi economici e per carenza di risultati competitivi. Seguiranno in seguito tanti altri derby tra le squadre della provincia e della regione sino all'istituzione della Serie A.
|                                       | Gare | Vittorie Internazionale Napoli | Vittorie Naples | Pareggi | Gol Internazionale Napoli | Gol Naples |
| Prima Categoria/Divisione (1912-1922) | 12   | 5                              | 5               | 2       | 18                        | 19         |

## Derby giocati in Serie A

### Avellino-Napoli

Maradona e Diaz in Napoli-Avellino del 22 dicembre 1985

Le due squadre si sono affrontate in partite ufficiali per 30 volte: il primo confronto si è giocato allo stadio Partenio di Avellino in occasione della Coppa Italia 1973-74 ed è terminato col punteggio di 3-2 in favore degli irpini. Nella coppa nazionale in particolare le due compagini si sono incontrate per 4 volte (nelle edizioni 1973-74, 1977-78, 1981-82, 1982-83) con un bilancio di due vittorie a favore del Napoli, un pareggio e una vittoria dei biancoverdi. In serie A le sfide tra le due squadre sono 20, tutte concentrate nel decennio 1978-88.
Dal 1988 non si sono più incontrate fino al 2003-04, nel campionato di serie B: la partita di andata al Partenio fini 3-0 a tavolino in favore dei padroni di casa (a causa dei gravissimi incidenti dovuti alla invasione di campo degli ultrà napoletani, in seguito alla quale morì un giovane tifoso partenopeo) mentre al San Paolo il Napoli si impose per 1-0 con rete di Savoldi. Nell'annata successiva le due compagini disputano il campionato di Serie C1 girone B e si incontrano per ben 4 volte: il bilancio è di 2 vittorie per i lupi irpini e due pareggi. I biancoverdi in particolare raggiungono la serie B a discapito dei cugini nella doppia finale play-off grazie al pareggio per 0-0 ottenuto al San Paolo e alla vittoria per 2-1 allo stadio Partenio con reti di Biancolino, Moretti e dell'azzurro Sosa.
|              | Gare | Vittorie Avellino | Pareggi | Vittorie Napoli | Gol Avellino | Gol Napoli |
| Serie A      | 20   | 3                 | 7       | 10              | 9            | 22         |
| Serie B      | 2    | 1                 | 0       | 1               | 3            | 1          |
| Serie C1     | 4    | 2                 | 2       | 0               | 4            | 1          |
| Coppa Italia | 4    | 1                 | 1       | 2               | 4            | 8          |
| Totale       | 30   | 7                 | 10      | 13              | 20           | 32         |

#### Lista dei risultati
| Stagione  | Competizione | Incontro        | A / R | A / R |
| --------- | ------------ | --------------- | ----- | ----- |
| 1973-1974 | Coppa Italia | Avellino-Napoli | 3-2   | 3-2   |
| 1977-1978 | Coppa Italia | Napoli-Avellino | 4-0   | 4-0   |
| 1978-1979 | Serie A      | Avellino-Napoli | 1-1   | 0-3   |
| 1979-1980 | Serie A      | Napoli-Avellino | 0-1   | 3-2   |
| 1980-1981 | Serie A      | Napoli-Avellino | 1-0   | 0-0   |
| 1981-1982 | Coppa Italia | Avellino-Napoli | 0-0   | 0-0   |
| 1981-1982 | Serie A      | Napoli-Avellino | 0-0   | 0-3   |
| 1982-1983 | Coppa Italia | Napoli-Avellino | 2-1   | 2-1   |
| 1982-1983 | Serie A      | Napoli-Avellino | 1-1   | 0-0   |
| 1983-1984 | Serie A      | Napoli-Avellino | 2-0   | 0-1   |
| 1984-1985 | Serie A      | Napoli-Avellino | 0-0   | 1-0   |
| 1985-1986 | Serie A      | Napoli-Avellino | 1-0   | 1-0   |

| Stagione  | Competizione | Incontro        | A / R | A / R |
| --------- | ------------ | --------------- | ----- | ----- |
| 1986-1987 | Serie A      | Avellino-Napoli | 0-0   | 0-3   |
| 1987-1988 | Serie A      | Avellino-Napoli | 0-1   | 0-4   |
| 2003-2004 | Serie B      | Avellino-Napoli | 3-0   | 0-1   |
| 2004-2005 | Serie C1     | Napoli-Avellino | 0-0   | 0-2   |
| 2004-2005 | Playoff      | Napoli-Avellino | 0-0   | 1-2   |

### Benevento-Napoli
Il primo confronto che oppose sanniti e partenopei risale alla stagione 2004-05, quando gli azzurri disputarono il campionato di C1 dopo esservi precipitati a causa del fallimento societario: entrambe le sfide furono appannaggio della squadra vesuviana, promossa in B a fine torneo.
A seguito del raggiungimento della Serie A da parte dei giallorossi nel 2017, il campionato seguente propose per la prima volta la rivalità in massima categoria registrando ancora una doppia affermazione napoletana: identico esito hanno avuto le gare della stagione 2020-21.
|         | Gare | Vittorie Benevento | Pareggi | Vittorie Napoli | Gol Benevento | Gol Napoli |
| Serie A | 4    | 0                  | 0       | 4               | 1             | 12         |
| Serie C | 2    | 0                  | 0       | 2               | 0             | 4          |
| Totale  | 6    | 0                  | 0       | 6               | 1             | 16         |

#### Lista dei risultati
| Stagione  | Competizione | Incontro           | A / R | A / R |
| --------- | ------------ | ------------------ | ----- | ----- |
| 2004-2005 | Serie C1     | Napoli - Benevento | 2-0   | 2-0   |
| 2017-2018 | Serie A      | Napoli - Benevento | 6-0   | 2-0   |
| 2020-2021 | Serie A      | Napoli - Benevento | 2-1   | 2-0   |

### Napoli-Salernitana

Napoli e Salernitana fanno il loro ingresso in campo, prima del derby del 3 aprile 1949.

Il derby tra Salernitana e Napoli cominciò la sua storia, per quanto concerne le partite ufficiali, nella seconda metà degli anni quaranta, sebbene la Salernitana abbia avuto modo in precedenza, ossia negli anni venti di sfidare sia precedenti formazioni della città partenopea, come ad esempio il Naples, l'Internazionale Napoli e l'Internaples (da cui poi l'odierno Napoli), e sia successivamente la squadra riserve del Napoli, che intorno agli anni trenta militava nel terzo livello nazionale (come le squadre riserve di altri club italiani della massima serie).
|                        | Gare | Vittorie Napoli | Pareggi | Vittorie Salernitana | Gol Napoli | Gol Salernitana |
| Div. Nazionale/Serie A | 10   | 6               | 4       | 0                    | 17         | 7               |
| Serie B                | 12   | 4               | 6       | 2                    | 12         | 11              |
| Coppa Italia           | 8    | 5               | 2       | 1                    | 14         | 5               |
| Totale                 | 30   | 15              | 12      | 3                    | 43         | 23              |

## Derby giocati almeno in Serie B
Di seguito dei resoconti di altri derby campani disputatisi in almeno una stagione anche in Serie B.

### Avellino-Benevento
Il 24 novembre 1929 si giocò il primo derby tra Avellino e Benevento nel campionato di Terza Divisione 1929-1930. Alla vigilia del match le cronache dell’epoca davano il Benevento sfavorito, a causa della forza dei lupi ma anche per il fattore campo, considerato che la sfida si giocò in Irpinia. Contro ogni pronostico, però, la sfida terminò 1-1. Le due squadre si sono affrontate diverse volte soprattutto tra gli anni quaranta e sessanta dando una lunghissima tregua fino alla fine degli anni novanta nonché nei primi anni duemila.
In coppa Italia di serie C le due squadre si sono incontrate quattro volte, il bilancio è a favore degli stregoni con due vittorie ed un pareggio. 
L'ultimo incontro ufficiale risale al 6 Aprile 2025 nel campionato di Serie C, partita terminata con la vittoria dei lupi con il risultato di 2-1
|                                    | Gare | Vittorie Benevento | Pareggi | Vittorie Avellino | Gol Benevento | Gol Avellino |
| Serie B                            | 2    | 1                  | 1       | 0                 | 3             | 2            |
| Serie C/C1/Prima Divisione/Serie D | 42   | 15                 | 12      | 15                | 48            | 45           |
| Coppa Italia                       | 4    | 3                  | 1       | 0                 | 5             | 1            |
| Totale                             | 48   | 19                 | 14      | 15                | 56            | 48           |

#### Lista dei risultati
| Stagione  | Competizione      | Incontro                 | A / R | A / R |
| --------- | ----------------- | ------------------------ | ----- | ----- |
| 1929-1930 | Terza Divisione   | Avellino-Litt. Benevento | 1-1   | 0-3   |
| 1931-1932 | Seconda Divisione | Avellino-Litt. Benevento | 2-2   | 0-4   |
| 1941-1942 | Seconda Divisione | Benevento-Avellino       | 2-1   | 0-3   |
| 1945-1946 | Serie C           | Avellino-Benevento       | 1-1   | 0-4   |
| 1946-1947 | Serie C           | Avellino-Benevento       | 0-1   | 0-1   |
| 1947-1948 | Serie C           | Benevento-Avellino       | 2-0   | 0-2   |
| 1948-1949 | Serie C           | Avellino-Benevento       | 2-0   | 1-2   |
| 1950-1951 | Serie C           | Benevento-Avellino       | 2-0   | 0-1   |

| Stagione  | Competizione   | Incontro               | A / R | A / R |
| --------- | -------------- | ---------------------- | ----- | ----- |
| 1952-1953 | IV Serie       | Benevento-Avellino     | 1-0   | 0-2   |
| 1956-1957 | IV Serie       | Avellino-S.V.Benevento | 2-2   | 2-0   |
| 1958-1959 | IV Serie       | Avellino-S.V.Benevento | 3-1   | 0-1   |
| 1960-1961 | Serie C        | Avellino-S.V.Benevento | 1-1   | 0-1   |
| 1963-1964 | Serie D        | Benevento-Avellino     | 0-0   | 1-2   |
| 1996-1997 | Coppa Italia C | Benevento-Avellino     | 1-1   | 1-0   |
| 1997-1998 | Coppa Italia C | Benevento-Avellino     | 3-0   | 3-0   |
| 1999-2000 | Serie C1       | Benevento-Avellino     | 1-0   | 0-3   |

| Stagione  | Competizione          | Incontro           | A / R | A / R |
| --------- | --------------------- | ------------------ | ----- | ----- |
| 2000-2001 | Serie C1              | Benevento-Avellino | 1-1   | 0-0   |
| 2001-2002 | Serie C1              | Avellino-Benevento | 2-1   | 1-1   |
| 2002-2003 | Serie C1              | Benevento-Avellino | 1-0   | 1-3   |
| 2004-2005 | Serie C1              | Benevento-Avellino | 1-1   | 2-1   |
| 2011-2012 | Prima Divisione       | Benevento-Avellino | 2-2   | 1-1   |
| 2012-2013 | Prima Divisione       | Avellino-Benevento | 0-2   | 2-1   |
| 2012-2013 | Coppa Italia Lega Pro | Avellino-Benevento | 0-1   | 0-1   |
| 2016-2017 | Serie B               | Avellino-Benevento | 1-1   | 1-2   |
| 2023-2024 | Serie C               | Benevento-Avellino | 0-1   | 0-1   |

### Avellino-Casertana
Avellino e Casertana si sono affrontate per la prima volta nel campionato di Prima Divisione 1940-1941, riusciranno a rivedersi soltanto 10 anni dopo. Il derby tra le due squadre si è quasi sempre svolto in serie C di cui vanno ricordati i successi irpini nel campionato 1972-1973 dove al Pinto riuscirono a strappare un fragoroso 0-4 in trasferta e 3-0 in casa. Le due compagini sì incontreranno soltanto due volte in Serie B nelle quali si impone lo 0-0. 

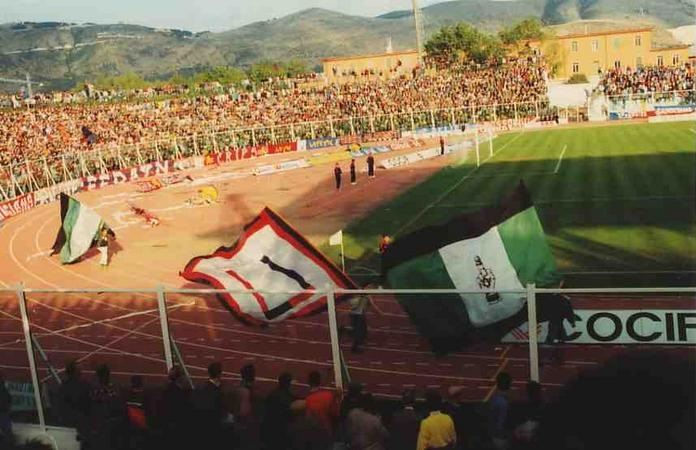
Caserta 1991, giro di campo delle bandiere delle due squadre testimoniano la forte amicizia tra le due tifoserie

Vanno inoltre citati i 2 incontri di Coppa Italia nel 1991 dove la Casertana uscì indenne con un pareggio al Partenio e una vittoria per 1-0 in casa, risultato che le parmetterà di accedere al terzo turno contro l'Inter. 
Il penultimo incontro ufficiale risale al 21 febbraio 1993 nel campionato di Serie C1, dovranno poi passare 22 anni affinché le squadre possano incontrarsi nel secondo turno di coppa Italia 2015, partita vinta dall'Avellino rompendo così la totale parità dei risultati.. Nonostante il vuoto durante questi ultimi anni si sono svolte delle amichevoli tra le 2 squadre dovute alla forte amicizia che regna tra le tifoserie.. L'ultimo incontro risale al campionato Serie C 2019-2020 con il risultato di 2-0 per la Casertana nelle mura amiche dello stadio Pinto.
|                                    | Gare | Vittorie Avellino | Pareggi | Vittorie Casertana | Gol Avellino | Gol Casertana |
| Serie B                            | 2    | 0                 | 2       | 0                  | 0            | 0             |
| Serie C/C1/Prima Divisione/Serie D | 42   | 15                | 12      | 15                 | 19           | 18            |
| Coppa Italia                       | 3    | 1                 | 1       | 1                  | 3            | 1             |
| Totale                             | 47   | 16                | 15      | 16                 | 22           | 19            |

### Avellino-Juve Stabia
Il confronto tra vespe e irpini ha una storia risalente alla Seconda Divisione 1930-1931 (quarto livello), le due compagini si sono affrontate spesso in Serie D e Serie C/C1 e gli ultimi incontri risalgono al campionato di Serie C 2023-2024. Le due squadre si sono affrontate in serie B nel 2013-2014. 
|                      | Gare | Vittorie Avellino | Pareggi | Vittorie Juve Stabia | Gol Avellino | Gol Juve Stabia |
| Serie B              | 2    | 1                 | 1       | 0                    | 4            | 3               |
| Serie C/C1           | 31   | 8                 | 15      | 8                    | 28           | 22              |
| 2ª Div./Serie D      | 12   | 5                 | 5       | 2                    | 14           | 6               |
| Coppa Italia         | 1    | 1                 | 0       | 0                    | 3            | 1               |
| Coppa Italia Serie C | 1    | 1                 | 0       | 0                    | 1            | 0               |
| Totale               | 47   | 17                | 22      | 10                   | 50           | 32              |

#### Lista dei risultati
| Stagione  | Competizione      | Incontro             | A / R | A / R |
| --------- | ----------------- | -------------------- | ----- | ----- |
| 1930-1931 | Seconda Divisione | Avellino-Stabia      | 4-0   | 1-1   |
| 1934-1935 | Seconda Divisione | Avellino-Stabia      | 0-0   | 0-0   |
| 1945-1946 | Serie C           | Stabia-Avellino      | 1-0   | 1-1   |
| 1947-1948 | Serie C           | Avellino-Stabia      | 0-2   | 1-0   |
| 1948-1949 | Serie C           | Stabia-Avellino      | 1-1   | 0-3   |
| 1950-1951 | Serie C           | Avellino-Stabia      | 2-2   | 0-4   |
| 1955-1956 | IV Serie          | Avellino-Stabia      | 2-0   | 0-1   |
| 1956-1957 | IV Serie          | Juve Stabia-Avellino | 2-1   | 1-2   |
| 1961-1962 | Serie D           | Avellino-Juve Stabia | 2-0   | 1-0   |
| 1963-1964 | Serie D           | Juve Stabia-Avellino | 0-0   | 1-1   |
| 1972-1973 | Serie C           | Juve Stabia-Avellino | 1-0   | 0-1   |
| 1993-1994 | Serie C1          | Juve Stabia-Avellino | 0-0   | 0-0   |

| Stagione  | Competizione         | Incontro             | A / R | A / R |
| --------- | -------------------- | -------------------- | ----- | ----- |
| 1994-1995 | Serie C1             | Avellino-Juve Stabia | 0-0   | 0-0   |
| 1996-1997 | Serie C1             | Juve Stabia-Avellino | 0-0   | 0-1   |
| 1997-1998 | Serie C1             | Juve Stabia-Avellino | 1-1   | 2-2   |
| 1998-1999 | Serie C1             | Avellino-Juve Stabia | 0-0   | 1-1   |
| 1999-2000 | Serie C1             | Juve Stabia-Avellino | 1-0   | 0-2   |
| 2006-2007 | Serie C1             | Avellino-Juve Stabia | 4-2   | 0-1   |
| 2013-2014 | Serie B              | Avellino-Juve Stabia | 2-1   | 2-2   |
| 2020-2021 | Serie C              | Avellino-Juve Stabia | 0-0   | 1-0   |
| 2021-2022 | Serie C              | Juve Stabia-Avellino | 0-0   | 1-3   |
| 2022-2023 | Serie C              | Avellino-Juve Stabia | 0-0   | 1-2   |
| 2023-2024 | Serie C              | Avellino-Juve Stabia | 0-1   | 2-2   |
| 2023-2024 | Coppa Italia Serie C | Avellino-Juve Stabia | 1-0   | 1-0   |
| 2024-2025 | Coppa Italia         | Juve Stabia-Avellino | 1-3   | 1-3   |

### Avellino-Salernitana
Salernitana e Avellino si sono affrontate per la prima volta nei campionati di Serie C, nelle stagioni: 1959-60 (fu 1-0 per l'Avellino a Salerno e 2-0 per la Salernitana ad Avellino), 1960-61 (fu uno pari sia all'andata che al ritorno), 1962-63 (1-1 ad Avellino e 2-0 granata a Salerno), 1964-65 (0-0 ad Avellino e 1-0 a Salerno per i granata), 1965-66 (2-0 per la Salernitana in casa e 1-1 in Irpinia), 1967-68 (1-0 per i biancoverdi in casa propria e 1-1 a Salerno), 1968-69 (uno pari a Salerno e 1-0 per la Salernitana in trasferta), 1969-70 (1-0 sia all'andata che al ritorno per i rispettivi padroni di casa), 1970-71 (1-0 a Salerno per i granata e 0-0 in Irpinia), 1971-72 (0-0 in Irpinia e 1-1 a Salerno), 1972-73 (1-0 a Salerno e 3-0 in Irpinia sempre per l'Avellino). Le due squadre nel corso di quegli anni si sono affrontate anche in Coppa Italia Semiprofessionisti 1972-1973: l'Avellino vinse 2-0 in casa, e perse 1-0 a Salerno.
Nella Coppa Italia 1982-1983 le due squadre si affrontano di nuovo, e la partita unica finisce 2-1 per i biancoverdi in trasferta.

Avellino-Salernitana, 7 ottobre 1990

Nel campionato 1990-1991 per la prima volta le due formazioni campane si affrontano in Serie B. In questa stagione entrambe concluderanno a 36 punti (assieme a Modena, Pescara e Cosenza), al diciassettesimo posto: la Salernitana retrocede dopo aver perso lo spareggio col Cosenza mentre l'Avellino si salva per la classifica avulsa.
Il primo derby di serie B si gioca ad Avellino (Stadio Partenio) il 7 ottobre 1990: terminerà 0-0. La gara di ritorno, invece, terminerà 1-1, autorete di Lombardo per l'Avellino, Ceramicola per i granata (Salerno, 3 marzo 1991).
Le due squadre si incontrano nuovamente in Serie C1 nel 1992-93: pareggio senza reti all'Arechi e vittoria di misura dell'Avellino nella gara di ritorno. Nel 1993-94 la Salernitana vince entrambi i derby: all'andata batte 2-1 gli irpini all'Arechi grazie ad un rigore di Pisano negli ultimi minuti, mentre la partita del Partenio è decisa da una rete di Roberto Breda al 76'. La Salernitana al termine di quel campionato approda in Serie B.
Nel campionato di Serie B 1995-1996 le due compagini sono nuovamente in cadetteria, e la Salernitana arriverà quinta in classifica, mentre l'Avellino sarà diciottesimo e retrocederà. L'Avellino si aggiudica la gara di andata: finirà 1-0, gol di Calvaresi (Avellino, 8 ottobre 1995), quella di ritorno terminerà 0-0 (Salerno, 10 marzo 1996).
Le due squadre si affrontano nuovamente in campionato nella stagione di Serie B 2003-2004: l'andata finirà 1-0 per la Salernitana (Bogdani), il ritorno 2-1 per l'Avellino (ancora Bogdani e doppietta di Kutuzov). Gli irpini di Zdeněk Zeman alla fine della stagione retrocederanno.
Granata e biancoverdi, nonostante la retrocessione di questi ultimi, disputano comunque il derby nella stagione successiva: infatti il 14 agosto 2004 giocano a Campobasso in campo neutro per la fase a gironi della Coppa Italia. La partita la vincerà la Salernitana per 3-1.
Nella stagione 2006-2007 le due squadre si riaffrontano in Serie C1. All'andata gli irpini si imporranno tra le mura amiche per quattro reti a zero, mentre all'Arechi finirà in parità, 1-1.
Nella stagione di Serie B 2008-2009 l'incontro di andata, disputato il 13 dicembre 2008 ad Avellino, è terminato 1-1 (reti di Soligo e Koman), quello di ritorno, il 9 maggio 2009 a Salerno, è finito 1-0 per la Salernitana, grazie ad una rete di Ganci. Il campionato si concluderà con la retrocessione degli irpini e poi con il fallimento di questi ultimi (che ripartiranno dalla Serie D con una nuova società).
A distanza di quasi sei anni, alla prima giornata della Serie B 2015-2016, le due compagini tornano ad affrontarsi nello stadio dove avevano giocato contro per l'ultima volta. La gara terminerà 3-1 in favore dei granata, con reti salernitane messe a segno dal brasiliano Gabionetta (autore di una doppietta) e Troianiello, intervallate dal momentaneo pareggio avellinese siglato da Trotta. Nella sfida di ritorno ad Avellino, pronto riscatto irpino per 1-0, con goal vittoria realizzato, ancora una volta, da Marcello Trotta. La stagione si concluderà con una tranquilla salvezza per i biancoverdi, ed il ben più tormentato mantenimento della categoria da parte della Salernitana, salvatasi solo al termine della duplice sfida play-out disputata contro il Lanciano.
Nella stagione successiva, successo avellinese all'andata, alla vigilia di Natale, per 3-2 (Avellino, 24 dicembre 2016), con reti di Jidayi, Ardemagni e Verde per parte biancoverde, e di Busellato e Donnarumma per gli ospiti; replica dei granata, al ritorno (Salerno, 13 maggio 2017) per 2-0, con i goal di Coda ed Improta. Il campionato si concluderà con una duplice salvezza per entrambe le compagini.
Ultimi due precedenti nel campionato di Serie B 2017-2018: nel girone d'andata al Partenio-Lombardi (Avellino, 15 ottobre 2017), clamorosa vittoria della Salernitana per 2-3, in rimonta, dopo essere stata in duplice svantaggio fino al 70' per effetto delle marcature irpine siglate da Kresic (48') e Laverone (59'); pareggiate dalle reti granata di Rodriguez (72') e Sprocati (85'), per poi essere ribaltate dal goal vittoria messo a segno dal camerunense Joseph Minala al 96'. Nella gara di ritorno all'Arechi (Salerno, 11 marzo 2018), nuovo successo della Salernitana per 2-0, con le segnature di Kiyine e Sprocati. Al termine della stagione, piazzamento a metà classifica per i granata di Salerno; salvezza ottenuta solo all'ultima giornata di campionato per l'Avellino, resa tuttavia ininfluente dalla successiva esclusione dal campionato cadetto della compagine irpina, con conseguente ripartenza dai dilettanti.
|                   | Gare | Vittorie Avellino | Pareggi | Vittorie Salernitana | Gol Avellino | Gol Salernitana |
| Serie B           | 14   | 4                 | 4       | 6                    | 12           | 17              |
| Serie C/C1        | 28   | 7                 | 12      | 9                    | 21           | 21              |
| Coppa Italia      | 2    | 1                 | 0       | 1                    | 3            | 4               |
| Coppa Italia di C | 2    | 1                 | 0       | 1                    | 2            | 1               |
| Totale            | 46   | 13                | 16      | 17                   | 38           | 43              |

#### Lista dei risultati
| Stagione  | Competizione | Incontro             | A / R | A / R |
| --------- | ------------ | -------------------- | ----- | ----- |
| 1959-1960 | Serie C      | Salernitana-Avellino | 0-1   | 2-0   |
| 1960-1961 | Serie C      | Avellino-Salernitana | 1-1   | 1-1   |
| 1962-1963 | Serie C      | Avellino-Salernitana | 1-1   | 0-2   |
| 1964-1965 | Serie C      | Avellino-Salernitana | 0-0   | 0-1   |
| 1965-1966 | Serie C      | Salernitana-Avellino | 2-0   | 1-1   |
| 1967-1968 | Serie C      | Avellino-Salernitana | 1-0   | 1-1   |
| 1968-1969 | Serie C      | Salernitana-Avellino | 1-1   | 1-0   |
| 1969-1970 | Serie C      | Avellino-Salernitana | 1-0   | 0-1   |
| 1970-1971 | Serie C      | Salernitana-Avellino | 1-0   | 0-0   |

| Stagione  | Competizione   | Incontro             | A / R | A / R |
| --------- | -------------- | -------------------- | ----- | ----- |
| 1971-1972 | Serie C        | Avellino-Salernitana | 0-0   | 1-1   |
| 1972-1973 | Serie C        | Avellino-Salernitana | 3-0   | 1-0   |
| 1972-1973 | Coppa Italia C | Avellino-Salernitana | 2-0   | 0-1   |
| 1982-1983 | Coppa Italia   | Salernitana-Avellino | 1-2   | 1-2   |
| 1990-1991 | Serie B        | Avellino-Salernitana | 0-0   | 1-1   |
| 1992-1993 | Serie C1       | Salernitana-Avellino | 0-0   | 0-1   |
| 1993-1994 | Serie C1       | Salernitana-Avellino | 2-1   | 1-0   |
| 1995-1996 | Serie B        | Avellino-Salernitana | 1-0   | 0-0   |
| 2003-2004 | Serie B        | Salernitana-Avellino | 1-0   | 1-2   |

| Stagione  | Competizione | Incontro             | A / R | A / R |
| --------- | ------------ | -------------------- | ----- | ----- |
| 2004-2005 | Coppa Italia | Avellino-Salernitana | 1-3   | 1-3   |
| 2006-2007 | Serie C1     | Avellino-Salernitana | 4-0   | 1-1   |
| 2008-2009 | Serie B      | Avellino-Salernitana | 1-1   | 0-1   |
| 2015-2016 | Serie B      | Salernitana-Avellino | 3-1   | 0-1   |
| 2016-2017 | Serie B      | Avellino-Salernitana | 3-2   | 0-2   |
| 2017-2018 | Serie B      | Avellino-Salernitana | 2-3   | 0-2   |

### Benevento-Juve Stabia
|                  | Gare | Vittorie Benevento | Pareggi | Vittorie Juve Stabia | Gol Benevento | Gol Juve Stabia |
| Serie B          | 2    | 1                  | 1       | 0                    | 2             | 1               |
| Serie C/Lega Pro | 6    | 2                  | 3       | 1                    | 5             | 4               |
| Totale           | 8    | 3                  | 4       | 1                    | 7             | 5               |

#### Lista dei risultati
| Stagione  | Competizione | Incontro              | A / R | A / R |
| --------- | ------------ | --------------------- | ----- | ----- |
| 2014-2015 | Lega Pro     | Juve Stabia-Benevento | 1-2   | 1-1   |
| 2015-2016 | Lega Pro     | Benevento-Juve Stabia | 1-1   | 1-0   |
| 2019-2020 | Serie B      | Juve Stabia-Benevento | 1-1   | 0-1   |
| 2023-2024 | Serie C      | Juve Stabia-Benevento | 1-0   | 0-0   |

### Benevento-Salernitana
La sfida calcistica tra sanniti e salernitani è un incontro regionale privo di rivalità tra tifoserie (le quali hanno tra l'altro rivalità comuni con avellinesi, nocerini, casertani e stabiesi), eppure è un derby che si è disputato diverse volte nel corso della storia dei due club, ed in qualche occasione si è trattato di una sfida dall'importante posta in palio.
L'incontro di campionato si è quasi sempre giocato nel terzo livello del calcio italiano, mentre la sfida si è negli anni a volte verificata anche nelle coppe nazionali.
La prima partita ufficiale si è vista nel campionato di Prima Divisione 1934-1935 coi giallorossi che si aggiudicarono la gara grazie a tre reti in rapida sequenza: Tessitore al 33°, di nuovo al 39° e infine Santoro al 43°. La gara di ritorno di quella stagione fu poi appannaggio della Salernitana, la quale a Salerno sconfisse i sanniti grazie a Finotto al 25° e Carella al 57°, mentre la rete degli "stregoni" fu siglata da Tessitore al 68º minuto. Al termine della stagione, entrambi i club ottennero l'accesso alla nuova Serie C, con la Prima Divisione che fu declassata di un livello.
Nel campionato di Serie C 1961-1962 la Salernitana lottò lungamente per il primato in classifica, ma si piazzò terza a 5 punti di distanza dalla capolista Foggia & Incedit, mentre il Sanvito Benevento (denominazione del periodo) retrocesse in Serie D. I due incontri tra le formazioni campane si risolsero con uno 0-0 a Benevento e 3-1 a Salerno per i granata grazie alle reti di Joan, Nardi e Santin per la Salernitana e infine Baldasseroni al 72° per l'unica rete ospite.

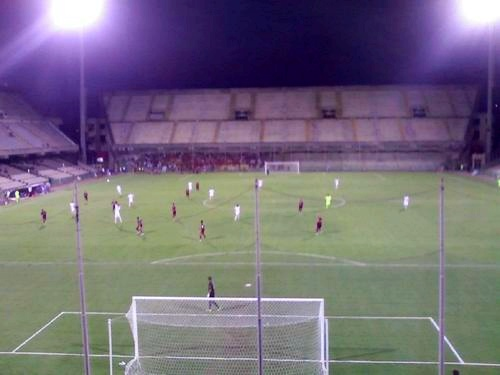
Sfida di Coppa Italia 2009-10

Tra gli altri incontri più significativi, si può citare il doppio confronto valido per la Serie C 1975-1976, in cui il Benevento concluse al secondo posto, e per soli tre punti non vinse il campionato e non fu promosso: in quella stagione, i sanniti vinsero 1-0 in casa e 2-1 in trasferta a Salerno. Nel 1977-1978 entrambe le squadre ottennero l'accesso alla nuova Serie C1, competizione che assieme alla Serie C2 sostituì la Serie C unica, in cui si trovavano entrambe. In quella stagione, la Salernitana vinse 2-1 in casa, mentre al ritorno fu 1-1.
Nel 1986-1987, dopo diverse stagioni consecutive in terza serie, il Benevento retrocesse in C2. In quella stagione, con la Salernitana che invece ottenne la salvezza piazzandosi quint'ultima realizzò in campionato due uno pari. Da allora le storie dei due club furono molto differenti, con i salernitani che dagli anni ottanta agli anni duemila oscillarono tra i primi tre livelli del professionismo nazionale mentre gli stregoni conobbero un destino diverso, fatto principalmente di Serie C2 e mai andando oltre la Serie C1. L'unica occasione di sfida di quei decenni la si ebbe allo Stadio Arechi di Salerno in un incontro di Coppa Italia 2009-2010: i granata prevalsero di misura grazie alla rete di Caputo al 56°.
Infine negli anni duemiladieci la Salernitana ripartì da zero dopo aver conosciuto un precedente fallimento, scalando i vari livelli della gerarchia nazionale, dalla Serie D fino alla Serie C1, raggiunta nel 2013-2014 e nel frattempo rinominatasi Lega Pro Prima Divisione. In quella stagione si verificò a distanza di tanti anni la sfida in campionato con i sanniti, in cui i granata prevalsero in entrambi i confronti: fu 2-1 sia all'andata che al ritorno. Ma una delle stagioni più significative di sempre nella storia di questa sfida è proprio la successiva del 2014-2015: per la prima volta, entrambe le squadre si ritrovano in un avvincente testa a testa per il vertice della classifica. La sfida di andata, disputatasi a Benevento si è conclusa a reti bianche, mentre quella di ritorno, dinnanzi ad oltre ventimila spettatori (di cui 2000 nel settore ospiti) osserva la Salernitana vincere per 2-0, reti di Gabionetta e poi su rigore Calil, permettendo il sorpasso in classifica dei salernitani sugli stregoni. Le due compagini si riaffronteranno nel campionato di Serie B 2016-17, per la prima volta in cadetteria: all'andata, a Salerno, prevalgono i granata per 2-1, il ritorno vede le due squadre dividersi la posta in palio pareggiando 1-1. Nella stagione di serie B 2018-2019, al ritorno dei sanniti in seconda serie dopo l'anno d'esperienza in serie A, netto successo del Benevento, nella gara d'andata, per 4-0. Successo bissato poi, anche nel girone di ritorno, in quel dell'Arechi, per 1-0, con sfortunata autorete del portiere granata Micai, in un clima di aperta contestazione e disappunto da parte del pubblico, nei confronti della proprietà romana della Salernitana. Nella stagione seguente, serie B 2019-2020, vittoria del Benevento per 2-0, in trasferta all'Arechi, in occasione della 3ª giornata del girone di andata; pareggio per 1-1, al Vigorito, nella gara di ritorno. 
|                             | Gare | Vittorie Benevento | Pareggi | Vittorie Salernitana | Gol Benevento | Gol Salernitana |
| Serie B                     | 6    | 3                  | 2       | 1                    | 10            | 4               |
| 1ª Div./Serie C/C1/Lega Pro | 40   | 13                 | 11      | 16                   | 32            | 39              |
| Coppa Italia                | 2    | 0                  | 1       | 1                    | 0             | 1               |
| Coppa Italia di C           | 4    | 0                  | 1       | 3                    | 0             | 6               |
| Totale                      | 52   | 16                 | 15      | 21                   | 42            | 50              |

#### Lista dei risultati
| Stagione  | Competizione    | Incontro                  | A / R | A / R |
| --------- | --------------- | ------------------------- | ----- | ----- |
| 1934-1935 | Prima Divisione | Benevento-Salernitana     | 3-0   | 1-2   |
| 1935-1936 | Serie C         | Salernitana-Benevento     | 3-0   | 0-1   |
| 1936-1937 | Serie C         | Salernitana-Benevento     | 0-0   | 2-0   |
| 1960-1961 | Serie C         | S.V.Benevento-Salernitana | 0-0   | 1-2   |
| 1961-1962 | Serie C         | Benevento-Salernitana     | 0-0   | 1-3   |
| 1974-1975 | Serie C         | Salernitana-Benevento     | 0-1   | 1-2   |
| 1975-1976 | Serie C         | Benevento-Salernitana     | 1-0   | 2-1   |
| 1976-1977 | Serie C         | Benevento-Salernitana     | 1-0   | 0-1   |
| 1976-1977 | Coppa Italia C  | Salernitana-Benevento     | 3-0   | 1-0   |

| Stagione  | Competizione | Incontro              | A / R | A / R |
| --------- | ------------ | --------------------- | ----- | ----- |
| 1977-1978 | Serie C      | Salernitana-Benevento | 2-1   | 1-1   |
| 1978-1979 | Serie C1     | Benevento-Salernitana | 1-0   | 0-1   |
| 1979-1980 | Serie C1     | Benevento-Salernitana | 2-1   | 1-1   |
| 1980-1981 | Serie C1     | Benevento-Salernitana | 0-1   | 2-2   |
| 1981-1982 | Serie C1     | Salernitana-Benevento | 1-1   | 0-1   |
| 1982-1983 | Serie C1     | Benevento-Salernitana | 2-0   | 0-1   |
| 1983-1984 | Serie C1     | Salernitana-Benevento | 1-0   | 0-1   |
| 1984-1985 | Serie C1     | Benevento-Salernitana | 0-0   | 0-2   |
| 1985-1986 | Serie C1     | Benevento-Salernitana | 1-0   | 0-1   |

| Stagione  | Competizione    | Incontro              | A / R         | A / R         |
| --------- | --------------- | --------------------- | ------------- | ------------- |
| 1986-1987 | Serie C1        | Benevento-Salernitana | 1-1           | 1-1           |
| 1988-1989 | Coppa Italia C  | Benevento-Salernitana | 0-1           | 0-0           |
| 2009-2010 | Coppa Italia    | Salernitana-Benevento | 1-0           | 1-0           |
| 2013-2014 | Prima Divisione | Benevento-Salernitana | 1-2           | 1-2           |
| 2014-2015 | Lega Pro        | Benevento-Salernitana | 0-0           | 0-2           |
| 2016-2017 | Serie B         | Salernitana-Benevento | 2-1           | 1-1           |
| 2016-2017 | Coppa Italia    | Benevento-Salernitana | 0-0 (2-4 dcr) | 0-0 (2-4 dcr) |
| 2018-2019 | Serie B         | Benevento-Salernitana | 4-0           | 1-0           |
| 2019-2020 | Serie B         | Salernitana-Benevento | 0-2           | 1-1           |

### Juve Stabia-Nocerina

Stabia-Nocerina 5-0 del 1928

Nel torneo di Serie B 2011-2012 le città campane di Castellammare di Stabia (NA) e di Nocera Inferiore (SA) si ritrovano con i loro maggiori club calcistici nel secondo livello nazionale italiano. In quella stagione per la prima volta Nocerina e Juve Stabia si affrontano nel maggiore campionato in cui abbiano mai militato entrambe, mentre la tradizione dei derby tra "molossi" e "vespe" è lunga, dato che è a partire dagli anni trenta che le due squadre si affrontano tra campionati di Serie D e Serie C.
La prima sfida in B terminerà 3-2 a Nocera per la Juve Stabia, quella giocata al Menti finirà 2-2. Al termine della stagione la Nocerina si piazzerà ventesima in classifica e retrocederà, la Juve Stabia si collocherà al nono posto, giocando un campionato al di sopra delle aspettative.
|                                            | Gare | Vittorie Juve Stabia | Pareggi | Vittorie Nocerina | Gol Juve Stabia | Gol Nocerina |
| Serie B                                    | 2    | 1                    | 1       | 0                 | 5               | 4            |
| Serie C/C1/C2/Lega Pro/Prima Divisione     | 28   | 8                    | 13      | 7                 | 21              | 30           |
| Serie D/IV Serie/Interregionale/Promozione | 26   | 8                    | 6       | 12                | 21              | 22           |
| Altre partite ufficiali (1920-1933)        | 8    | 4                    | 1       | 3                 | 14              | 12           |
| Totale                                     | 64   | 21                   | 21      | 22                | 61              | 68           |

#### Lista dei risultati
| Stagione  | Competizione      | Incontro             | A / R | A / R |
| --------- | ----------------- | -------------------- | ----- | ----- |
| 1927-1928 | Seconda Divisione | Nocerina-Stabia      | 1-2   | 0-5   |
| 1928-1929 | Prima Divisione   | Stabia-Nocerina      | 0-3   | 0-3   |
| 1929-1930 | Prima Divisione   | Nocerina-Stabia      | 2-1   | 0-1   |
| 1930-1931 | Seconda Divisione | Nocerina-Stabia      | 1-1   | 2-4   |
| 1934-1935 | Prima Divisione   | Stabia-Nocerina      | 1-0   | 0-0   |
| 1945-1946 | Serie C           | Nocerina-Stabia      | 2-0   | 1-0   |
| 1946-1947 | Serie C           | Stabia-Nocerina      | 2-1   | 0-1   |
| 1948-1949 | Serie C           | Stabia-Nocerina      | 1-1   | 1-9   |
| 1949-1950 | Serie C           | Nocerina-Stabia      | 1-1   | 1-2   |
| 1954-1955 | Promozione        | Nocerina-Juve Stabia | 1-0   | 0-2   |
| 1957-1958 | IV Serie          | Juve Stabia-Nocerina | 3-1   | 1-1   |
| 1962-1963 | Serie D           | Nocerina-Juve Stabia | 1-0   | 0-0   |
| 1963-1964 | Serie D           | Nocerina-Juve Stabia | 1-0   | 0-1   |
| 1964-1965 | Serie D           | Nocerina-Juve Stabia | 1-0   | 0-2   |
| 1965-1966 | Serie D           | Nocerina-Juve Stabia | 1-0   | 1-1   |
| 1966-1967 | Serie D           | Juve Stabia-Nocerina | 0-1   | 1-2   |
| 1967-1968 | Serie D           | Juve Stabia-Nocerina | 0-2   | 1-3   |
| 1968-1969 | Serie D           | Nocerina-Juve Stabia | 1-0   | 0-1   |
| 1969-1970 | Serie D           | Nocerina-Juve Stabia | 1-1   | 1-2   |
| 1970-1971 | Serie D           | Juve Stabia-Nocerina | 1-1   | 1-2   |
| 1971-1972 | Serie D           | Juve Stabia-Nocerina | 1-0   | 0-1   |
| 1973-1974 | Serie C           | Juve Stabia-Nocerina | 1-1   | 0-1   |

| Stagione  | Competizione    | Incontro             | A / R | A / R |
| --------- | --------------- | -------------------- | ----- | ----- |
| 1985-1986 | Serie C2        | Juve Stabia-Nocerina | 0-0   | 2-4   |
| 1990-1991 | Interregionale  | Nocerina-Juve Stabia | 0-0   | 0-2   |
| 1995-1996 | Serie C1        | Juve Stabia-Nocerina | 0-1   | 1-0   |
| 1996-1997 | Serie C1        | Juve Stabia-Nocerina | 1-0   | 0-0   |
| 1997-1998 | Serie C1        | Nocerina-Juve Stabia | 2-2   | 0-0   |
| 1998-1999 | Serie C1        | Nocerina-Juve Stabia | 0-0   | 0-1   |
| 1999-2000 | Serie C1        | Juve Stabia-Nocerina | 1-1   | 0-0   |
| 2004-2005 | Serie C2        | Nocerina-Juve Stabia | 0-0   | 0-1   |
| 2010-2011 | Prima Divisione | Juve Stabia-Nocerina | 2-2   | 2-1   |
| 2011-2012 | Serie B         | Nocerina-Juve Stabia | 2-3   | 2-2   |

### Juve Stabia-Salernitana

Stabia-Salernitana del campionato 1928-1929

Le sfide calcistiche tra la Juve Stabia e la Salernitana hanno una storia lunga, che inizia dal 1920. Riconoscendo le due odierne società quali eredi della rispettiva tradizione sportiva cittadina, in totale i derby disputati per competizioni ufficiali (Serie B, Serie C, Coppa Italia, Coppa Italia di Serie C, play off e campionati precedenti) sono 44. Nonostante la breve distanza geografica che separa Castellammare di Stabia da Salerno, e gli incontri disputati che accompagnano le due compagini praticamente in tutti i decenni della loro storia esclusi gli anni sessanta, pur essendovi una forte rivalità tra le tifoserie, questa non è accesa quanto altre rivalità regionali più sentite, per i sostenitori di entrambe le squadre.
|                                     | Gare | Vittorie Juve Stabia | Pareggi | Vittorie Salernitana | Gol Juve Stabia | Gol Salernitana |
| Serie B                             | 6    | 3                    | 1       | 2                    | 8               | 7               |
| Serie C/C1/Lega Pro                 | 26   | 4                    | 5       | 17                   | 17              | 58              |
| Coppa Italia                        | 1    | 0                    | 0       | 1                    | 1               | 4               |
| Coppa Italia di C                   | 2    | 0                    | 2       | 0                    | 1               | 1               |
| Altre partite ufficiali (1920-1933) | 13   | 7                    | 5       | 1                    | 18              | 19              |
| Totale                              | 49   | 13                   | 9       | 27                   | 46              | 89              |

### Napoli-Savoia
Il Savoia ha affrontato il Napoli per 3 volte nell'arco della sua storia, ma ha avuto modo di sfidare anche realtà di Napoli precedenti alla nascita dell'odierno club partenopeo: ad esempio l'Internaples.

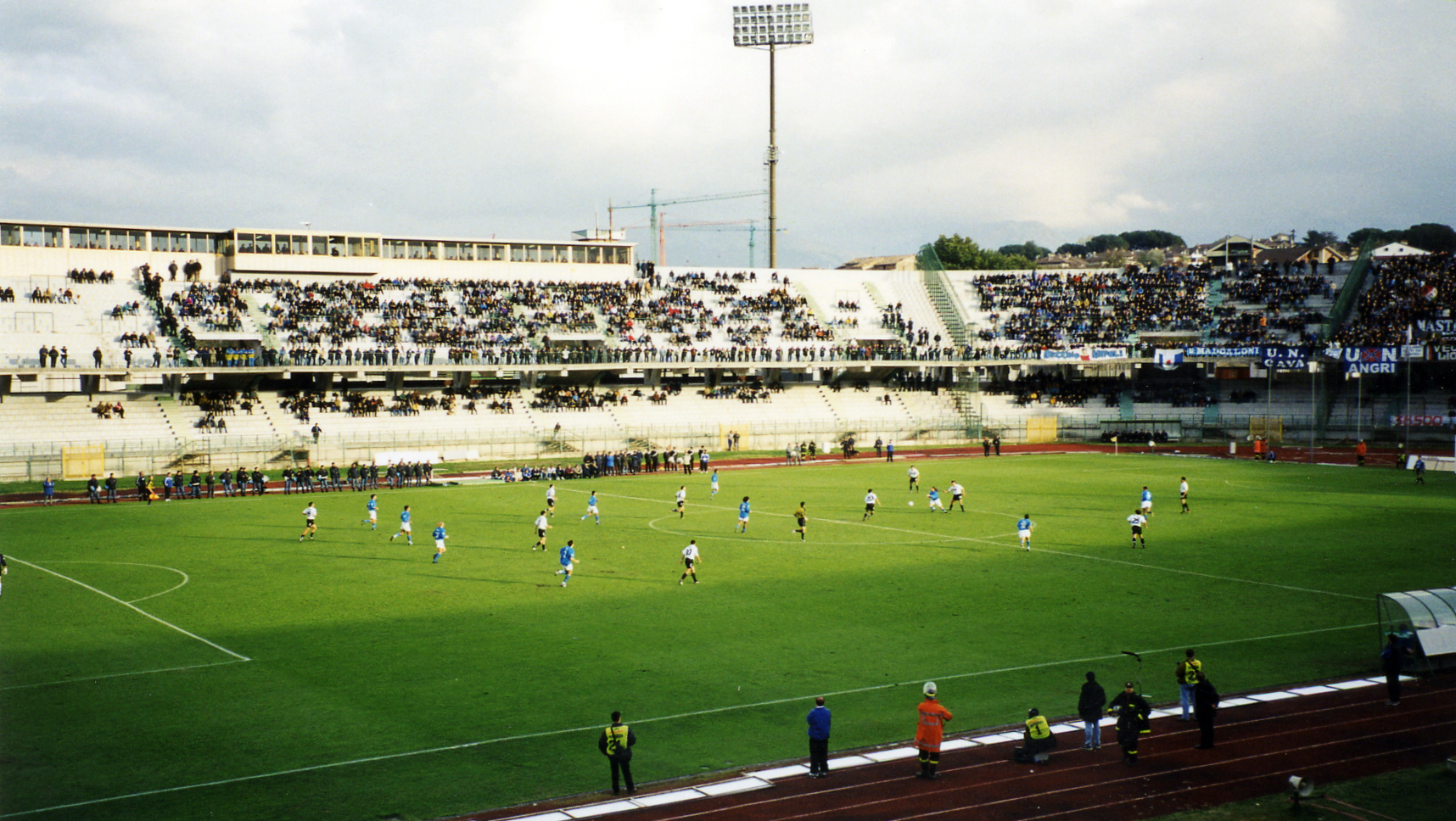
Savoia-Napoli del 14 novembre 1999 giocata al Partenio di Avellino

Nella Prima Divisione 1922-1923 l'Internaples pareggerà e poi sarà battuto 2-0 dal Savoia, che arriverà anche in finale Lega Sud ma sarà battuto dalla Lazio. Anche nella stagione successiva il Savoia non sfigurerà in campionato, giungendo addirittura alla finale scudetto, non vinta, con il Genoa. L'Internaples sarà battuto 1-0 in casa e 3-0 fuori dalla squadra di Torre Annunziata. 4-2 e 1-1 la stagione successiva, ma il Savoia non sarà poi in grado di proseguire per la strada delle grandi squadre per motivi economici.
Il primo incontro ufficiale tra l'odierno Napoli (sorto nel 1926 assorbendo l'Internaples) ed il Savoia fu nei sedicesimi di finale della Coppa Italia 1939-1940. La partita, valida per l'accesso agli ottavi di finale della coppa, si giocò il 24 dicembre 1939 a Torre Annunziata e terminò con il risultato di 3-1 a favore del Napoli. Tramite questa vittoria gli azzurri proseguirono nel torneo, ma saranno successivamente battuti dal Genoa.
Nel campionato di Serie B 1999-2000 Savoia e Napoli si incontrano cinquant'anni dopo la prima e unica sfida: l'andata (nel campo neutro di Avellino) si concluse 1-0 per il Napoli (rete di Stefan Schwoch), al ritorno le due squadre pareggiarono 1-1 (Greco per il Savoia, e Mora per il Napoli).
|              | Gare | Vittorie Napoli | Pareggi | Vittorie Savoia | Gol Napoli | Gol Savoia |
| Serie B      | 2    | 1               | 1       | 0               | 2          | 1          |
| Coppa Italia | 1    | 1               | 0       | 0               | 3          | 1          |
| Totale       | 3    | 2               | 1       | 0               | 5          | 2          |

### Nocerina-Savoia
Il match calcistico vede a confronto le città campane di Nocera Inferiore e di Torre Annunziata.

Il primo derby ufficiale fu giocato in Serie C nell'immediato dopoguerra, precisamente il 9 dicembre 1945, con il Savoia che all'epoca si chiamava Ilva Torrese e che si impose con il risultato di 2-1. Due anni dopo, il derby fu disputato nel campionato di Serie B, vi fu una vittoria per parte, l'andata a Torre Annunziata finì 1-0 per la Torrese, mentre nel ritorno la Nocerina si impose per 3-0. Nei due campionati a seguire, disputati da entrambi i club in Serie C, ci furono una vittoria per parte e due pareggi entrambi finiti 2-2.

Dal 1951 al 1957 il derby fu disputato nelle serie regionali, con 6 incontri disputati, di cui la metà vinti dai molossi.

Il derby fu rigiocato dopo sette anni, precisamente nel 1964 e fu disputato fino al 1973 in sei campionati di Serie D. Nel 1964 i club vinsero una gara per parte (2-0 e 0-1), dove si giocarono in un testa a testa anche la vittoria del campionato, che fu appannaggio della squadra napoletana. Nelle ulteriori gare giocate, quattro vittorie per il Savoia (3-2, 2-1, 3-0 e 4-0), tre per la Nocerina (2-0, 3-1 e 1-0 entrambe nel 1972-73) e due pareggi. In seguito i due sodalizi non si incontrarono per oltre 20 anni, tranne due gare giocate nella Coppa Italia di Serie C del 1980, finite 2-1 per il Savoia e 0-0.

Il derby ritornò il 13 novembre 1994, a Torre Annunziata finì 0-0, mentre il ritorno si concluse sull'1-1. In realtà prima della gara di andata, le due squadre si erano già incontrate nel mese di settembre, ma nella Coppa Italia di categoria, una vittoria per parte, con passaggio del turno da parte della Nocerina, in virtù delle reti segnate in trasferta. Alla fine di quel campionato entrambi i club ascesero di categoria.

Dal 1995 il derby si disputò per quattro campionati consecutivi in Serie C1 più un quinto disputato nel 2000-2001. Il Savoia si impose per cinque volte contro le sole due affermazioni della Nocerina. Quei derby disputati negli anni novanta, segnarono un'accesa rivalità tra le due tifoserie, come mai si era registrato in precedenza. L'origine di tali attriti si ebbe nella gara del 29 ottobre 1995, in cui furono sparati anche colpi di arma da fuoco. Il 4 ottobre 2020 si ritorna a disputare il derby tra le due compagini a distanza di 19 anni dall'ultimo.
|                          | Gare | Vittorie Nocerina | Pareggi | Vittorie Savoia | Gol Nocerina | Gol Savoia |
| Serie B                  | 2    | 1                 | 0       | 1               | 3            | 1          |
| Serie C/C1               | 16   | 3                 | 6       | 7               | 14           | 19         |
| Altri incontri ufficiali | 22   | 7                 | 8       | 7               | 25           | 23         |
| Coppa Italia Serie C     | 4    | 1                 | 1       | 2               | 3            | 4          |
| Totale                   | 44   | 12                | 15      | 17              | 45           | 47         |

#### Lista dei risultati
| Stagione  | Competizione | Incontro              | A / R | A / R |
| --------- | ------------ | --------------------- | ----- | ----- |
| 1945-1946 | Serie C      | Ilva Torrese-Nocerina | 2-1   | 0-0   |
| 1947-1948 | Serie B      | Torrese-Nocerina      | 1-0   | 0-3   |
| 1948-1949 | Serie C      | Nocerina-Torrese      | 2-0   | 2-2   |
| 1949-1950 | Serie C      | Torrese-Nocerina      | 1-0   | 2-2   |
| 1951-1952 | Promozione   | Nocerina-Torrese      | 3-1   | 1-1   |
| 1955-1956 | Promozione   | Nocerina-Savoia       | 6-0   | 0-2   |
| 1956-1957 | Promozione   | Savoia-Nocerina       | 0-0   | 0-2   |
| 1964-1965 | Serie D      | Savoia-Nocerina       | 2-0   | 0-1   |
| 1966-1967 | Serie D      | Nocerina-Savoia       | 0-0   | 2-3   |
| 1967-1968 | Serie D      | Savoia-Nocerina       | 2-1   | 0-0   |
| 1968-1969 | Serie D      | Savoia-Nocerina       | 3-0   | 0-2   |

| Stagione  | Competizione        | Incontro        | A / R | A / R |
| --------- | ------------------- | --------------- | ----- | ----- |
| 1969-1970 | Serie D             | Nocerina-Savoia | 1-1   | 0-4   |
| 1972-1973 | Serie D             | Nocerina-Savoia | 3-1   | 1-0   |
| 1980-1981 | C. Italia Semiprof. | Savoia-Nocerina | 0-0   | 2-1   |
| 1994-1995 | Serie C2            | Savoia-Nocerina | 0-0   | 1-1   |
| 1994-1995 | C. Italia Serie C   | Savoia-Nocerina | 2-1   | 0-1   |
| 1995-1996 | Serie C1            | Nocerina-Savoia | 0-0   | 1-0   |
| 1996-1997 | Serie C1            | Savoia-Nocerina | 1-2   | 1-1   |
| 1997-1998 | Serie C1            | Savoia-Nocerina | 2-0   | 1-0   |
| 1998-1999 | Serie C1            | Savoia-Nocerina | 1-0   | 0-0   |
| 2000-2001 | Serie C1            | Nocerina-Savoia | 2-3   | 1-3   |
| 2020-2021 | Serie D             | Savoia-Nocerina | 2-1   | 0-0   |

### Nocerina-Scafatese
Nocerina e Scafatese si sono affrontate anche in un campionato nazionale di secondo livello, per la precisione nella Serie B 1947-1948 girone C. La gara di andata venne disputata a Nocera Inferiore e si concluse con il risultato di 1-0 per i padroni di casa; il match di ritorno vide invece la Scafatese imporsi di misura sulla Nocerina. Quell'anno erano previste ben 11 retrocessioni in vista di una riforma del campionato, e per tale motivo retrocessero in Serie C ambedue le compagini campane, entrambe classificatesi al 12º posto (curiosamente insieme anche ad una terza squadra campana: la Torrese).
Il match, per il campionato 2014-2015 pone di fronte nuovamente le due squadre, nel campionato di Eccellenza. La partita di andata si è giocata a Scafati nei primi di novembre 2014 ed è terminata 1-1, quella di ritorno si gioca invece ad Angri terminando 0-0 (la squadra di casa infatti ha nel frattempo cambiato stadio) nella seconda metà di febbraio 2015.
Nella stagione seguente i rossoneri, che nel frattempo avevano assunto la denominazione di Città di Nocera, vincono entrambe le gare (1-3 a Scafati e 5-0 al San Francesco) valevoli per il campionato di Eccellenza 2015-2016.

### Salernitana-Savoia

Savoia-Salernitanaudax 1924-25 (giocata a Napoli)

Le prime sfide tra Salernitana e Savoia risalgono agli anni venti. Nella Coppa Giordano del 1920 furono i bianchi ad avere la meglio, mentre in campionato la Salernitana vinse sia all'andata che al ritorno. Nell'anno seguente cominciò il periodo migliore nella storia degli oplontini, che seppero tenere testa alle più forti squadre del massimo campionato del periodo. Di conseguenza, la maggiore competitività dei bianchi si riflesse anche nelle successive sfide di campionato con la Salernitana: quando non vincevano a tavolino, avevano la meglio sul terreno di gioco. In particolare è da menzionare il 5-1 a Torre Annunziata nella Prima Divisione 1923-1924. Solamente nella Coppa A.G. Nocerina, competizione non ufficiale la squadra di Salerno riuscì a battere il Savoia del periodo.
Nel complesso, in gare ufficiali il match si è verificato 42 volte e tutte sparse nel corso dei vari decenni. Dopo il 1925, il derby si ripresentò a distanza di un lustro ed in modo consecutivo fino al 1935-1936 in Serie C. Successivamente, si verificò svariate volte negli anni quaranta, sia nelle competizioni ufficiali (tra cui nella Serie B 1946-1947 dove si registrò l'1-1 sia all'andata che al ritorno) che in quelle semi-ufficiali del dopoguerra. Menzione speciale merita il 6-1 della Salernitana sui bianchi nella Serie C 1941-1942.

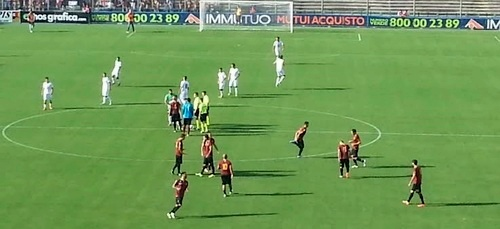
Poco prima del calcio d'inizio della partita di Lega Pro girone C 2014-15 tra Salernitana e Savoia

Concluso il periodo dei vari confronti degli anni quaranta, il derby si verificò in seguito in modo sempre sporadico: occorse attendere circa 18 anni per un nuovo derby: nel 1965-66 si ritrovarono in terza serie, e mentre a Torre Annunziata si verificò un pareggio, a Salerno furono i granata ad avere la meglio, per 2-0. Dopo cinque anni il match si ripresentò nuovamente in terza serie (Serie C 1970-1971), e nuovamente vi fu un pareggio a Torre Annunziata ed una vittoria della Salernitana, per 3-1 in casa. La stagione successiva invece osservò una vittoria dei bianchi sul campo ed una vittoria della Salernitana in casa a tavolino. Al termine della stagione il Savoia retrocesse, e per rivedere i due sodalizi a confronto occorse aspettare circa trent'anni: in Serie B 1999-2000 all'andata in terra oplontina fu 0-0, mentre a Salerno s'imposero i bianchi per 3-1, i quali al termine della stagione fecero ritorno in terza serie.
Dopo ulteriori quattordici anni le due squadre, che conobbero destini diversi si ritrovarono nello stesso campionato: la Lega Pro 2014-2015. Ad avere la meglio sia all'andata che al ritorno fu la Salernitana, che vinse 2-0 in casa grazie a Nalini e Negro e 1-0 a Torre Annunziata grazie alla rete di Tuia: quest'ultima vittoria permise alla squadra granata di vincere col Savoia, anche in terra oplontina, dopo circa 74 anni.
|                          | Gare | Vittorie Salernitana | Pareggi | Vittorie Savoia | Gol Salernitana | Gol Savoia |
| Serie B                  | 4    | 0                    | 3       | 1               | 3               | 5          |
| Serie C/C1/Lega Pro      | 16   | 9                    | 5       | 2               | 28              | 15         |
| Altri incontri ufficiali | 20   | 6                    | 3       | 11              | 20              | 25         |
| Coppa Italia             | 2    | 1                    | 0       | 1               | 2               | 2          |
| Totale                   | 42   | 16                   | 11      | 15              | 53              | 47         |

#### Lista dei risultati
| Stagione  | Competizione            | Incontro               | A / R | A / R |
| --------- | ----------------------- | ---------------------- | ----- | ----- |
| 1919-1920 | Promozione              | Savoia-Salernitana     | 0-3   | 0-1   |
| 1920-1921 | Prima Categoria         | Salernitana-Savoia     | 0-2   | 0-2   |
| 1921-1922 | Prima Divisione         | Salernitana-Savoia     | 0-2   | 0-2   |
| 1923-1924 | Prima Divisione         | Savoia-Salernitanaudax | 5-1   | 1-0   |
| 1924-1925 | Prima Divisione         | Savoia-Salernitanaudax | 2-0   | 3-1   |
| 1930-1931 | Prima Divisione         | Salernitana-Savoia     | 2-0   | 2-0   |
| 1931-1932 | Prima Divisione         | Savoia-Salernitana     | 1-1   | 0-1   |
| 1932-1933 | Prima Divisione         | Savoia-Salernitana     | 2-1   | 1-3   |
| 1933-1934 | Prima Divisione         | Salernitana-Savoia     | 1-1   | 2-3   |
| 1934-1935 | Prima Divisione         | Salernitana-Savoia     | 2-2   | 1-2   |
| 1935-1936 | Serie C                 | Salernitana-Savoia     | 2-1   | 0-2   |
| 1940-1941 | Serie C                 | Salernitana-Savoia     | 2-2   | 3-1   |
| 1940-1941 | Coppa Italia            | Savoia-Salernitana     | 0-1   | 0-1   |
| 1941-1942 | Serie C                 | Savoia-Salernitana     | 2-1   | 1-6   |
| 1942-1943 | Serie C                 | Savoia-Salernitana     | 3-1   | 0-3   |
| 1945      | Campionato campano 1945 | Torrese-Salernitana    | 0-1   | 0-7   |
| 1946-1947 | Serie B                 | Salernitana-Torrese    | 1-1   | 1-1   |
| 1965-1966 | Serie C                 | Savoia-Salernitana     | 2-2   | 0-2   |

| Stagione  | Competizione | Incontro           | A / R | A / R |
| --------- | ------------ | ------------------ | ----- | ----- |
| 1970-1971 | Serie C      | Savoia-Salernitana | 0-0   | 1-3   |
| 1971-1972 | Serie C      | Salernitana-Savoia | 2-0   | 0-1   |
| 1999-2000 | Serie B      | Savoia-Salernitana | 0-0   | 3-1   |
| 2014-2015 | Lega Pro     | Salernitana-Savoia | 2-0   | 1-0   |

### Salernitana-Scafatese
Salernitana e Scafatese si sono affrontate per 12 volte nell'arco della loro storia, nel periodo compreso tra gli anni venti e gli anni quaranta.
Tra le tifoserie di entrambe le squadre non esiste alcun tipo di rivalità.
La prima gara ufficiale tra le due compagini avvenne nella Seconda Divisione 1927-1928 e si concluse con un 2-0 a tavolino per la Salernitana, mentre la gara di ritorno osserva la Salernitana imporsi in casa per 5-0 (Cassano [tripletta], Poloni, Campanile).
In seguito, dopo più di dieci anni, le squadre si rincontreranno nel torneo di Serie C 1941-1942, e la Salernitana vincerà nuovamente per 5-0 in casa, e si aggiudicherà anche la gara di ritorno per 1-0. Nella stagione successiva (Serie C 1942-1943) la Scafatese perderà in casa per un 2-0 assegnato ai cugini salernitani a tavolino, ma vincerà a Salerno per 2-1 (marcature di Minazzi al 39° , Rampini (Salernitana) al 74°, nuovamente Minazzi, al 90°). In quella stagione la Salernitana salirà in Serie B, e per ritrovare a confronto i due sodalizi bisognerà aspettare il campionato misto campano del 1945, la cui gara di andata terminerà 2-1 per i "canarini", fuori casa. Le marcature furono di Martuscelli al 10° per la Salernitana, Bacin al 62° e Cagna al 63° per i giallo-blu. Al ritorno fu 1-0 per i granata, con rete di Margiotta al 23°.
Nel campionato misto Serie B/C, non ufficiale, gli scafatesi persero per 2-1 in casa e per 3-1 fuori casa.
Nel girone C della Serie B 1946-1947 la Salernitana vinse il proprio campionato e venne promossa per la prima volta in Serie A. I salernitani vinceranno nuovamente entrambi i derby, che rimangono gli ultimi fino ad oggi disputati: 3-0 a Salerno (Pastori al 6°, Antonio Valese al 46°, Colaneri all'87°) e 1-0 a Scafati (Benedetti al 15°).
|         | Gare | Vittorie Salernitana | Pareggi | Vittorie Scafatese | Gol Salernitana | Gol Scafatese |
| Serie B | 2    | 2                    | 0       | 0                  | 4               | 0             |
| Serie C | 6    | 5                    | 0       | 1                  | 16              | 2             |
| Totale  | 8    | 7                    | 0       | 1                  | 20              | 2             |

#### Lista dei risultati
| Stagione  | Competizione      | Incontro              | A / R | A / R |
| --------- | ----------------- | --------------------- | ----- | ----- |
| 1927-1928 | Seconda Divisione | Scafatese-Salernitana | 0-2   | 0-5   |
| 1941-1942 | Serie C           | Salernitana-Scafatese | 5-0   | 1-0   |

| Stagione  | Competizione | Incontro              | A / R | A / R |
| --------- | ------------ | --------------------- | ----- | ----- |
| 1942-1943 | Serie C      | Scafatese-Salernitana | 0-2   | 2-1   |
| 1946-1947 | Serie B      | Salernitana-Scafatese | 3-0   | 1-0   |

### Savoia-Scafatese

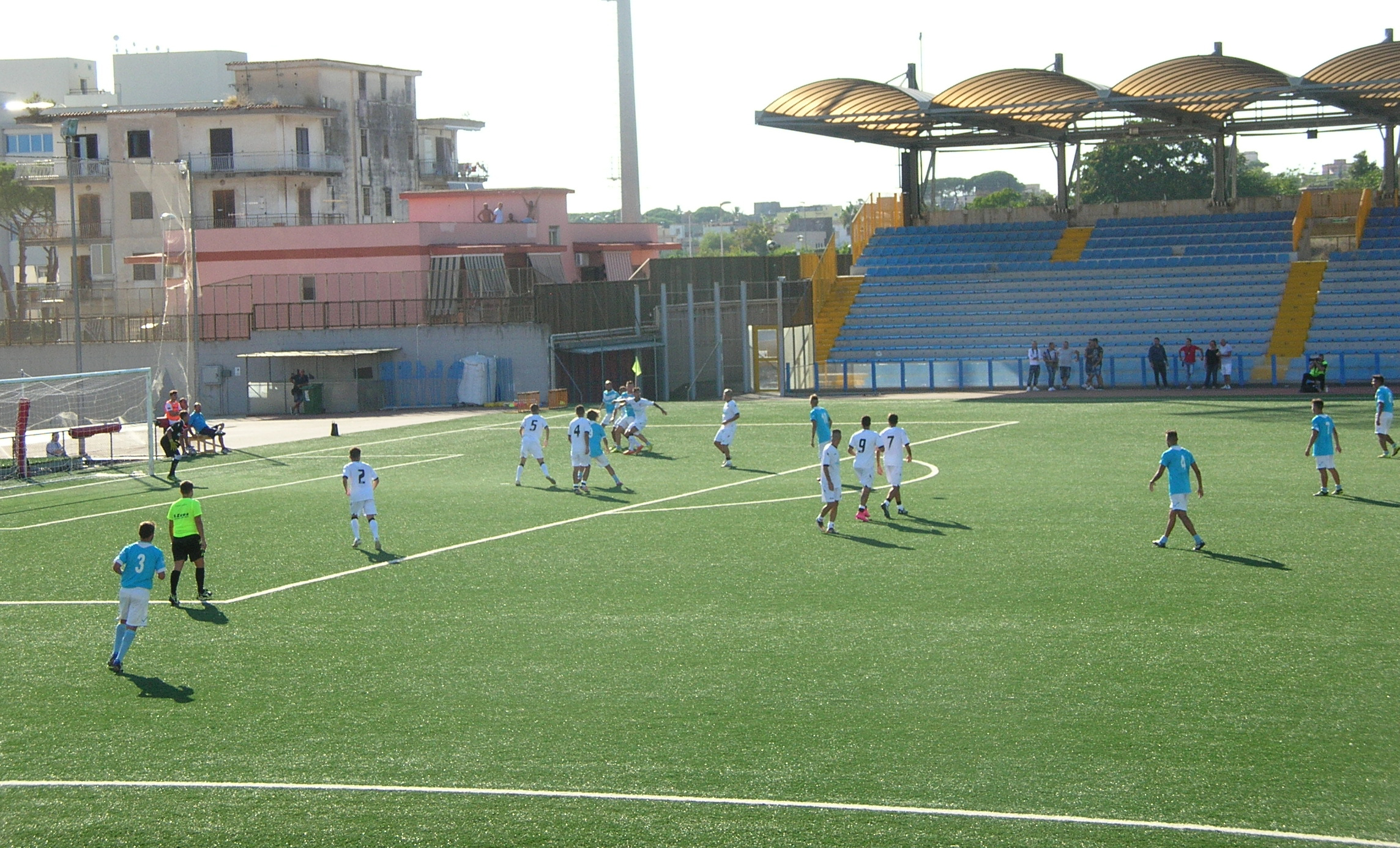
Savoia-Scafatese amichevole del 2015

Il match che vede calcisticamente a confronto le vicine città di Torre Annunziata (NA) e Scafati (SA) è stato disputato per la prima volta nel campionato cadetto, il 6 ottobre 1946, quando la Torrese si affermò per 2-1. La gara di ritorno invece fu appannaggio della Scafatese che si impose con il medesimo risultato. Entrambi i club disputarono un campionato di vertice, tanto che la sfida si ripropose nel successivo torneo 1947-1948, con i risultati di 1-1 a Scafati (all'andata) e 4-0 a Torre Annunziata (al ritorno).
|                             | Gare | Vittorie Savoia | Pareggi | Vittorie Scafatese | Gol Savoia | Gol Scafatese |
| Serie B                     | 4    | 2               | 1       | 1                  | 8          | 4             |
| 2ª Div. (1926-27) / Serie C | 9    | 5               | 2       | 2                  | 19         | 6             |
| Serie D                     | 16   | 10              | 4       | 2                  | 17         | 6             |
| Altri incontri ufficiali    | 12   | 5               | 1       | 4                  | 24         | 11            |
| Totale                      | 41   | 22              | 9       | 10                 | 69         | 32            |

#### Lista dei risultati
| Stagione  | Competizione      | Incontro               | A / R | A / R |
| --------- | ----------------- | ---------------------- | ----- | ----- |
| 1926-1927 | Seconda Divisione | Savoia-Scafatese       | 2-1   | 2-0   |
| 1940-1941 | Serie C           | Scafatese-Savoia       | 0-3   | 1-1   |
| 1942-1943 | Serie C           | Scafatese-Savoia       | 2-1   | 0-2   |
| 1945-1946 | Serie C           | Scafatese-Ilva Torrese | 2-0   | 0-0   |
| 1946-1947 | Serie B           | Torrese-Scafatese      | 2-1   | 1-2   |
| 1947-1948 | Serie B           | Scafatese-Torrese      | 1-1   | 0-4   |
| 1952-1953 | Promozione        | Torrese-Scafatese      | 2-0   | 1-2   |

| Stagione  | Competizione     | Incontro          | A / R | A / R |
| --------- | ---------------- | ----------------- | ----- | ----- |
| 1948-1949 | Serie C          | Torrese-Scafatese | 8-0   | -     |
| 1953-1954 | Promozione       | Torrese-Scafatese | 8-0   | 6-1   |
| 1957-1958 | Camp. Dilettanti | Savoia-Scafatese  | 2-1   | 2-3   |
| 1964-1965 | Serie D          | Savoia-Scafatese  | 1-0   | 1-0   |
| 1966-1967 | Serie D          | Savoia-Scafatese  | 0-0   | 1-0   |
| 1967-1968 | Serie D          | Scafatese-Savoia  | 0-2   | 0-0   |
| 1968-1969 | Serie D          | Savoia-Scafatese  | 2-0   | 0-0   |

| Stagione  | Competizione | Incontro         | A / R | A / R |
| --------- | ------------ | ---------------- | ----- | ----- |
| 1973-1974 | Promozione   | Savoia-Scafatese | 1-2   | 0-0   |
| 1974-1975 | Promozione   | Savoia-Scafatese | 2-0   | 0-2   |
| 1976-1977 | Serie D      | Scafatese-Savoia | 1-0   | 0-1   |
| 1977-1978 | Serie D      | Savoia-Scafatese | 1-0   | 2-1   |
| 2004-2005 | Serie D      | Savoia-Scafatese | 3-1   | 2-0   |
| 2005-2006 | Serie D      | Scafatese-Savoia | 2-1   | 1-1   |

## Altri derby storici
Segue una descrizione di incontri giocati sia nel primo livello regionale prima del 1929 (istituzione della massima serie nazionale a girone unico), sia nel terzo o quarto livello nazionale professionistico.

### Nocerina-Salernitana

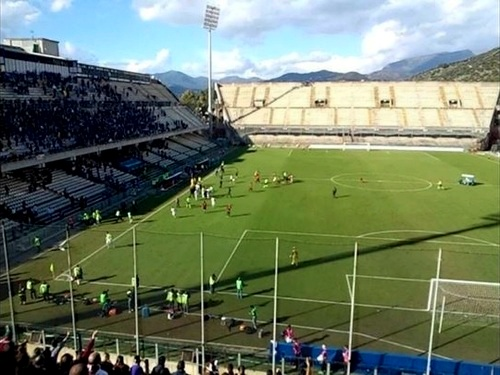
Un episodio legato ad un finto infortunio nella gara Salernitana-Nocerina poi sospesa del 2013-14

La Salernitana conta una tradizione di derby anche con la Nocerina, squadra che ha sede a Nocera Inferiore, a pochi chilometri da Salerno.
Il primo derby ufficiale della storia delle due compagini avviene nella Seconda Divisione 1927-1928 (terzo livello del calcio italiano dell'epoca) e si conclude con uno 0-0 a Nocera. La partita di ritorno termina con un 1-1 a Salerno con reti di Vittorioso (N) al 23' e Apicella (S) all'89'. In quella stagione entrambe le squadre saranno promosse alla serie superiore.
Le uniche sfide tra salernitani e nocerini svoltesi in un livello calcistico superiore al terzo riguardano proprio quelle del successivo campionato 1928-1929 (Prima Divisione Meridionale). I risultati sono stati, nella prima fase, di 1-0 a Nocera per i padroni di casa, e 2-1 per la Salernitana in casa propria. Ammesse entrambe alla fase successiva, le sfide di andata e ritorno terminano entrambe con un 1-1.
Le due compagini del salernitano si sono affrontate spesso tra gli anni settanta e ottanta. Di questo arco temporale, le ultime partite risalgono al campionato di Serie C1 1987-1988, in cui le gare terminano 1-0 a Nocera per la Salernitana con rete di Campilongo al 6° con un gol da fuori area e 0-0 a Salerno.
L'ultimo incontro assoluto tra quelli giocati sul campo risale al 10 novembre 2013, quando all'Arechi si è svolto quello da molti definito "derby farsa", in quanto la partita è stata sospesa dopo solo 21 minuti dall'arbitro poiché la squadra molossa si è ritrovata in 6 uomini a seguito di infortuni fittizi e con tutte e tre le sostituzioni già effettuate dopo 50 secondi. Nella stessa stagione la Nocerina viene esclusa dal campionato per aver compiuto tale illecito sportivo, e per tale motivo perde tutte le gare rimanenti a tavolino, compreso il derby di ritorno con i granata di Salerno.
|                              | Gare | Vittorie Nocerina | Pareggi | Vittorie Salernitana | Gol Nocerina | Gol Salernitana |
| Serie C/C1                   | 26   | 4                 | 10      | 12                   | 9            | 18              |
| Altre competizioni ufficiali | 8    | 3                 | 4       | 1                    | 10           | 8               |
| Coppa Italia di C            | 14   | 4                 | 4       | 6                    | 8            | 21              |
| Totale                       | 48   | 11                | 18      | 19                   | 27           | 47              |

#### Lista dei risultati
| Stagione  | Competizione      | Incontro             | A / R | A / R |
| --------- | ----------------- | -------------------- | ----- | ----- |
| 1927-1928 | Seconda Divisione | Nocerina-Salernitana | 0-0   | 1-1   |
| 1928-1929 | Prima Divisione   | Nocerina-Salernitana | 1-0   | 1-2   |
| 1928-1929 | Girone Semifinale | Nocerina-Salernitana | 1-1   | 1-1   |
| 1929-1930 | Prima Divisione   | Salernitana-Nocerina | 2-3   | 1-2   |
| 1973-1974 | Serie C           | Nocerina-Salernitana | 1-1   | 0-0   |
| 1974-1975 | Serie C           | Salernitana-Nocerina | 0-0   | 0-0   |
| 1974-1975 | Coppa Italia C    | Nocerina-Salernitana | 1-0   | 1-0   |
| 1975-1976 | Serie C           | Nocerina-Salernitana | 2-0   | 0-0   |
| 1975-1976 | Coppa Italia C    | Salernitana-Nocerina | 2-0   | 1-0   |

| Stagione  | Competizione   | Incontro             | A / R | A / R |
| --------- | -------------- | -------------------- | ----- | ----- |
| 1976-1977 | Serie C        | Nocerina-Salernitana | 0-0   | 0-1   |
| 1977-1978 | Serie C        | Nocerina-Salernitana | 2-1   | 1-0   |
| 1979-1980 | Serie C1       | Salernitana-Nocerina | 1-0   | 1-2   |
| 1979-1980 | Coppa Italia C | Nocerina-Salernitana | 1-0   | 0-2   |
| 1980-1981 | Serie C1       | Nocerina-Salernitana | 0-0   | 0-1   |
| 1981-1982 | Serie C1       | Nocerina-Salernitana | 1-0   | 1-4   |
| 1981-1982 | Coppa Italia C | Nocerina-Salernitana | 0-3   | 0-0   |
| 1982-1983 | Serie C1       | Nocerina-Salernitana | 0-0   | 0-0   |
| 1983-1984 | Coppa Italia C | Nocerina-Salernitana | 1-1   | 1-3   |

| Stagione  | Competizione   | Incontro             | A / R | A / R |
| --------- | -------------- | -------------------- | ----- | ----- |
| 1984-1985 | Serie C1       | Nocerina-Salernitana | 0-1   | 1-2   |
| 1984-1985 | Coppa Italia C | Nocerina-Salernitana | 0-0   | 0-1   |
| 1986-1987 | Serie C1       | Nocerina-Salernitana | 0-1   | 0-1   |
| 1986-1987 | Coppa Italia C | Nocerina-Salernitana | 0-3   | 0-6   |
| 1987-1988 | Serie C1       | Nocerina-Salernitana | 0-1   | 0-0   |
| 2013-2014 | 1ª Div.        | Salernitana-Nocerina | 3-0   | 3-0   |

### Cavese-Salernitana
L'incontro di calcio tra Salernitana e Cavese vide luce sin dalla nascita delle due squadre: il 1919. Inizialmente le gare sono tutte a carattere amichevole: la prima terminò 3-1 per la Cavese, le altre 6-0, 4-0 e 3-1 per la Salernitana.
Quella tra le due compagini del salernitano è una rivalità accesa sin dalle origini dei due club, per motivi fondamentalmente campanilistici più che per reali motivazioni sportive (le due squadre hanno quasi sempre militato in serie differenti), considerando che la distanza geografica tra i due centri cittadini è estremamente breve (8 km). La prima sfida di campionato si concluse con una vittoria dei metelliani per 5-2; mentre quella di ritorno si aprì con i tifosi della Salernitanaudax (nome assunto all'epoca) che si presentarono al campo di Salerno con una cassa da morto dipinta di blu, per offendere i cavesi. La sfida si concluse con un 1-0 sempre per i biancoblù, gol di Tavella: in seguito alla rete i sostenitori ospiti intonarono cori davvero offensivi verso i salernitani, al punto che al portiere Gennaro Finizio saltarono i nervi ed aiutò i tifosi locali a prendere a pugni i giocatori cavesi, senza peraltro subire alcuna squalifica (erano altri tempi). Si decise dopo quella gara di giocare un'amichevole, giacché la sconfitta contro i rivali era davvero fastidiosa, ma poi non se ne fece nulla e occorse aspettare l'anno successivo per un nuovo derby.

Salernitana-Cavese 0-0, campionato 1985-86

Nella gara di ritorno del 1924-1925 la Salernitanaudax vinse 2-0 sul campo, ma dopo un reclamo fatto e accolto dalla Cavese, si scoprì che aveva schierato due giocatori tesserati con la Vigevanese: la partita era dunque da ripetere, ma fu vinta a tavolino dai metelliani, per forfait degli avversari.
Per assistere ad un altro derby tra metelliani e salernitani occorse poi attendere gli anni quaranta. Significativa appare la sfida che sul campo finì 8-0 per i bianco-celesti (colori sociali dell'epoca della compagine di Salerno): era la Serie C 1941-1942 e la Salernitana di Gipo Viani si classificò al primo posto, ma per un illecito compiuto da un emissario (il portiere cavese Cozzi confessò di essere stato corrotto) non ottenne l'accesso alle finali per la promozione, che tuttavia raggiunse un anno dopo arrivando nel giro di poche stagioni anche in Serie A. Il derby coi metelliani, complici anche le differenti sorti degli avversari dovette pertanto subire una lunga pausa.
Nel 1977-78 gli incontri registrarono forti episodi di violenza, e nella gara di ritorno a Cava si verificò un'invasione di campo dove i portieri Cafaro (Pro Cavese, nome assunto all'epoca dal club) e Degli Schiavi (Salernitana) furono picchiati dalle rispettive tifoserie avverse. Anche la stagione successiva fu segnata da episodi di violenza tra le due tifoserie.
Nel 1980-1981 i metelliani ottennero una storica promozione in cadetteria, e le partite si conclusero 1-0 a Salerno per i granata, e 3-1 a Cava per i padroni di casa. Nella Serie C1 1985-1986 i club si sfidarono nuovamente in campionato, e pareggiarono sia all'andata che al ritorno. Infine, le ultime due gare furono disputate a distanza di sedici anni (dal 1988 al 1990 il derby si verificò infatti nella Coppa Italia Serie C): anche in quel caso (Serie C1 2006-2007) le sfide si conclusero entrambe in parità.
|                             | Gare | Vittorie Cavese | Pareggi | Vittorie Salernitana | Gol Cavese | Gol Salernitana |
| Serie C/C1                  | 20   | 5               | 8       | 7                    | 22         | 29              |
| Prima Divisione (1923-1925) | 4    | 4               | 0       | 0                    | 9          | 2               |
| Coppa Italia di C           | 13   | 2               | 3       | 8                    | 7          | 18              |
| Totale                      | 37   | 11              | 11      | 15                   | 38         | 49              |

#### Lista dei risultati
| Stagione  | Competizione   | Incontro               | A / R | A / R |
| --------- | -------------- | ---------------------- | ----- | ----- |
| 1923-1924 | 1ª Div.        | Cavese-Salernitanaudax | 5-2   | 1-0   |
| 1924-1925 | 1ª Div.        | Salernitanaudax-Cavese | 4-2   | 1-4   |
| 1940-1941 | Serie C        | Salernitana-Cavese     | 3-1   | 2-2   |
| 1941-1942 | Serie C        | Cavese-Salernitana     | 1-0   | 0-8   |
| 1942-1943 | Serie C        | Salernitana -Cavese    | 3-2   | 2-1   |
| 1977-1978 | Serie C        | Salernitana-Pro Cavese | 2-2   | 0-2   |
| 1977-1978 | Coppa Italia C | Salernitana-Pro Cavese | 1-0   | 1-1   |
| 1978-1979 | Serie C1       | Pro Cavese-Salernitana | 0-0   | 1-3   |
| 1978-1979 | Coppa Italia C | Pro Cavese-Salernitana | 0-0   | 1-3   |
| 1979-1980 | Serie C1       | Salernitana-Cavese     | 1-2   | 2-0   |
| 1979-1980 | Coppa Italia C | Salernitana-Cavese     | 3-1   | 0-1   |
| 1980-1981 | Serie C1       | Salernitana-Cavese     | 1-0   | 1-3   |
| 1980-1981 | Coppa Italia C | Cavese-Salernitana     | 0-0   | 1-0   |
| 1984-1985 | Serie C1       | Salernitana-Cavese     | 1-0   | 1-3   |

| Stagione  | Competizione   | Incontro               | A / R | A / R |
| --------- | -------------- | ---------------------- | ----- | ----- |
| 1985-1986 | Serie C1       | Salernitana-Cavese     | 2-2   | 0-0   |
| 1986-1987 | Coppa Italia C | Cavese-Salernitana     | 1-1   | 0-1   |
| 1988-1989 | Coppa Italia C | Cavese-Salernitana     | 0-2   | 1-2   |
| 1989-1990 | Coppa Italia C | Pro Cavese-Salernitana | 0-1   | 0-1   |
| 2006-2007 | Serie C1       | Salernitana-Cavese     | 0-0   | 1-1   |

### Cavese-Savoia
Cavese-Savoia è un derby storico che ha visto la luce il 25 luglio 1920, nella Coppa Giordano, in cui il Savoia vinse 2-0 anche se a tavolino. Conta sei gare disputate in massima serie regionale in cui il Savoia ha prevalso 5 volte a fronte di una affermazione dei metelliani.

Nel 1927 i due club si affrontano nel campionato di Seconda Divisione in cui si registrano due vittorie oplontine.

Per ritrovare un nuovo derby bisognò attendere il 22 settembre 1940, dove i due sodalizi si contesero la qualificazione al primo turno della Coppa Italia 1940-1941. Il Savoia si impose per 4-2 sul campo dei biancoblù. Coppa Italia a parte, le due squadre fino al 1943 giocarono in Serie C sei gare, in cui si ebbero tre affermazioni biancoscudate, un pareggio ed una vittoria della Cavese.

Per ritrovare il derby bisognò attendere il 1952. Da quella data e fino al 1963 i club si incontrarono nei campionati regionali campani, tranne una parentesi in IV Serie 1954-1955 in cui ci fu la doppia affermazione dei bianchi di Torre Annunziata. Per il restante arco di tempo la Cavese fece quasi bottino pieno con nove affermazioni su undici gare disputate.

Una citazione meritano i due derby giocati nell'estate del 1964 dove i due club, vincitori dei loro rispettivi campionati, si affrontano in un triangolare in cui partecipa anche la Caivanese, il quale assegnava un posto in Serie D. Il 20 giugno, in una gara in cui al Savoia bastava il pari, la Cavese vinse 4-3. I metelliani passarono in vantaggio con un gol prima annullato e poi convalidato, inoltre un calciatore biancoscudato subisce un infortunio in uno scontro fortuito con l'arbitro ed è costretto a lasciare i suoi in inferiorità numerica. La Cavese si porta fin sul 4-0 ma poi con tre reti in sette minuti i bianchi accorciano, ma è tutto da rifare. Il triangolare viene ripetuto ed il successivo derby finisce 0-0. Il Savoia poi andrà in D grazie alla vittoria sulla Caivanese che aveva fermato precedentemente la Cavese sullo 0-0.

Tra il 1969 ed il 1977 il derby venne giocato otto volte, sempre in serie D, in cui si ebbero 4 vittorie del Savoia, 2 della Cavese e 2 pareggi. In particolare l'ultima gara di quella serie, giocata a Torre Annunziata, fu sospesa al 61° in seguito ad una invasione di campo, scatenata dalle infauste decisioni dell'arbitro Zumbo che ne combinò di tutti i colori a seguito del quale vennero inflitte 8 giornate di squalifica al campo oplontino.

Da quella gara, i due club si incontreranno solo nel 1990, nel campionato di Serie C2 dove si registrarono una vittoria per parte. Saranno gli unici due incontri di campionato degli anni novanta, oltre a due gare di Coppa Italia di Serie C.

Nel nuovo millennio e fino al 2014 i sodalizi si incontrano in tre campionati di serie D, facendo registrare due vittorie metelliane, una oplontina e tre pareggi.
|                                                  | Gare | Vittorie Cavese | Pareggi | Vittorie Savoia | Gol Cavese | Gol Savoia |
| Prima Divisione                                  | 6    | 1               | 0       | 5               | 6          | 17         |
| Seconda Divisione/Serie C/Serie C2               | 10   | 3               | 1       | 6               | 12         | 20         |
| IV Serie/Serie D                                 | 16   | 4               | 5       | 7               | 15         | 20         |
| Promozione/Campionato Dilettanti/Prima Categoria | 12   | 9               | 2       | 1               | 29         | 13         |
| Coppa Italia                                     | 1    | 0               | 0       | 1               | 2          | 4          |
| Coppa Italia Serie C                             | 2    | 1               | 1       | 0               | 1          | 0          |
| Totale                                           | 47   | 18              | 9       | 20              | 65         | 74         |

#### Lista dei risultati
| Stagione  | Competizione      | Incontro       | A / R | A / R |
| --------- | ----------------- | -------------- | ----- | ----- |
| 1922-1923 | Prima Divisione   | Cavese-Savoia  | 1-4   | 2-7   |
| 1923-1924 | Prima Divisione   | Savoia-Cavese  | 2-1   | 3-0   |
| 1924-1925 | Prima Divisione   | Savoia-Cavese  | 1-0   | 0-2   |
| 1926-1927 | Seconda Divisione | Cavese-Savoia  | 0-2   | 0-5   |
| 1940-1941 | Serie C           | Cavese-Savoia  | 2-2   | 1-2   |
| 1940-1941 | Coppa Italia      | Cavese-Savoia  | 2-4   | 2-4   |
| 1941-1942 | Serie C           | Savoia-Cavese  | 0-3   | 0-1   |
| 1942-1943 | Serie C           | Cavese-Savoia  | 1-2   | 2-3   |
| 1951-1952 | Promozione        | Torrese-Cavese | 2-4   | 0-5   |

| Stagione  | Competizione     | Incontro          | A / R | A / R |
| --------- | ---------------- | ----------------- | ----- | ----- |
| 1954-1955 | IV Serie         | Torrese-Cavese    | 3-0   | 3-2   |
| 1955-1956 | Promozione       | Cavese-Savoia     | 4-2   | 4-0   |
| 1956-1957 | Promozione       | Cavese-Savoia     | 2-0   | 1-0   |
| 1957-1958 | Camp. Dilettanti | Cavese-Savoia     | 3-1   | 0-4   |
| 1962-1963 | Prima Categoria  | Savoia-Cavese     | 1-1   | 0-1   |
| 1963-1964 | Prima Categoria  | Cavese-Savoia     | 4-3   | 0-0   |
| 1969-1970 | Serie D          | Savoia-Cavese     | 2-1   | 1-0   |
| 1972-1973 | Serie D          | Cavese-Savoia     | 1-1   | 0-1   |
| 1975-1976 | Serie D          | Pro Cavese-Savoia | 0-0   | 0-1   |

| Stagione  | Competizione      | Incontro          | A / R | A / R |
| --------- | ----------------- | ----------------- | ----- | ----- |
| 1976-1977 | Serie D           | Pro Cavese-Savoia | 1-0   | 2-1   |
| 1990-1991 | Serie C2          | Savoia-Pro Cavese | 3-0   | 1-2   |
| 1990-1991 | C. Italia Serie C | Pro Cavese-Savoia | 1-0   | 1-0   |
| 1998-1999 | C. Italia Serie C | Cavese-Savoia     | 0-0   | 0-0   |
| 2002-2003 | Serie D           | Savoia-Cavese     | 1-2   | 0-1   |
| 2012-2013 | Serie D           | Pro Cavese-Savoia | 0-0   | 1-1   |
| 2013-2014 | Serie D           | Savoia-Cavese     | 2-1   | 3-3   |

### Juve Stabia-Savoia
Il derby calcistico Juve Stabia-Savoia è tra i più antichi della Campania, avendo visto la luce nel 1916, ed è anche tra quelli più giocati, sia perché i due sodalizi risalgono rispettivamente al 1907 ed al 1908, sia per la vicinanza tra le due città di Castellammare di Stabia e di Torre Annunziata, le quali sono separate dal solo Fiume Sarno.

In realtà un primo derby fu giocato nel 1911, tra lo Stabia Sporting Club e lo S.F.A. di Torre Annunziata. Quello del 1916, quale primo incontro ufficiale tra i due sodalizi, era valido per il Campionato di Terza Categoria campana e si concluse con la vittoria del Savoia per 5-1. Con la ripresa dei campionati, sospesi a causa della prima guerra mondiale, nel 1919 Stabia (questa era la denominazione originaria) e Savoia si ritrovarono in un mini girone ad eliminazione diretta, affinché venisse decretata la partecipante alla Prima Categoria, massimo livello nazionale dell'epoca. Ancora una volta la spuntò il Savoia per 3-2, anche se poi i bianchi oplontini non riusciranno nell'impresa di approdare in massima serie. In conseguenza di ciò i due club si ritrovarono a disputare il campionato di Promozione, secondo livello calcistico dell'epoca, e stavolta lo Stabia ebbe la meglio sia all'andata che al ritorno con il medesimo risultato di 2-0.

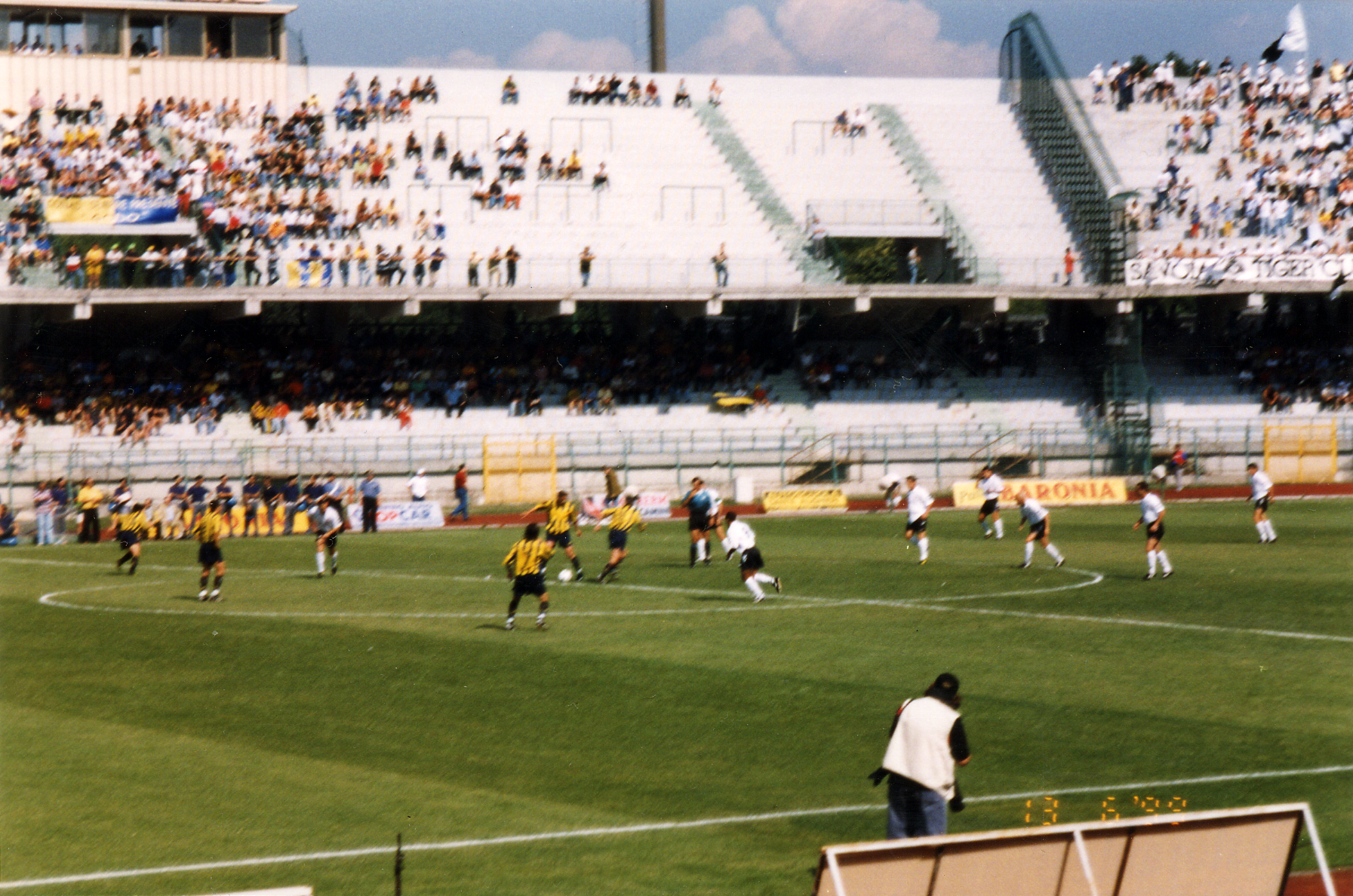
Savoia-Juve Stabia 2-0, finale play-off C1 del 13 giugno 1999, che sancì il ritorno dei biancoscudati in Serie B dopo mezzo secolo.

Dal 1921 al 1924 il derby fu disputato nella massima serie nazionale, in cui il Savoia fece quasi bottino pieno lasciando ai cugini solo uno 0-0 che risulterà l'unico pareggio fino al 1950. Dal 1924 e fino al 1951, i due sodalizi si incontrarono quasi esclusivamente in Serie C, eccezion fatta per il 1936 (Prima Divisione) e 1945 (Campionato campano). Nell'arco temporale dal 1926 al 1941, su 14 incontri il Savoia vinse 11 volte, mentre lo Stabia si aggiudicò un derby nel 1939 e i due del torneo del 1936-37. Negli anni trenta, precisamente nel 1938, il derby fu giocato anche in Coppa Italia, lo Stabia passò il turno con un secco 3-0. Nei due campionati precedenti la sospensione per motivi bellici, Savoia e Stabia si spartirono la posta in palio con due vittorie a testa.

Nell'immediato dopoguerra, con il Savoia divenuto Torrese, il derby fu giocato in Serie C, mentre dal 1952 al 1959 furono disputati sei derby, nei campionati regionali campani, in cui si registrò una situazione di perfetto equilibrio, con due vittorie a testa e due pareggi. Dopo 5 anni di assenza il derby ritornò nel 1964 e fino al 1978, fu disputato sempre in Serie D, dove in 16 incontri, la Juve Stabia se ne aggiudicò 5 ed il Savoia 7. Dal 1979 al 1981, “vespe” e “biancoscudati” si contesero la posta nel campionato di Serie C2, ma a farla da padrone fu ancora un perfetto equilibrio: una vittoria a testa per 1-0 e due pareggi per 1-1 e 0-0. Tale equilibrio fu rotto solo nella Coppa Italia di C del 1979, quando dopo l'1-1 dell'andata, il Savoia si impose con un rotondo 3-0.

Dal 1982 al 1989 il derby si giocò nel Campionato Interregionale, in cui la Juve Stabia la fece da padrone aggiudicandosene 5 su 9 (comprese due vittorie nella Coppa Italia Dilettanti), lasciando al Savoia una sola vittoria.

Dal 1991 e fino a fine millennio, il derby fu giocato nelle serie professionistiche, precisamente in due campionati di Serie C2 ed in quattro di C1, oltre ad una gara disputata nella Coppa Italia di C. In quest'ultimo periodo temporale il Savoia vinse 5 derby contro i 2 vinti dagli Stabiesi, tra i quali il più importante fu la vittoria per 2-0 nella finale play-off del campionato di C1 del 1998-99, che proiettò dopo oltre mezzo secolo gli oplontini in Serie B.

Curiosamente nell'estate del 2001, i due club patirono la cancellazione dai campionati, in seguito all'acquisto di entrambi i sodalizi, da parte dell'imprenditore Antonino Pane.

Nel nuovo millennio il derby fu giocato solo in quattro occasioni, sempre in Serie D, in cui a farla da padrone fu il pareggio. Nel 2014 il derby fu giocato nuovamente in un campionato professionistico, nella neo nata Lega Pro.
|                                                         | Gare | Vittorie Juve Stabia | Pareggi | Vittorie Savoia | Gol Juve Stabia | Gol Savoia |
| 1ª Div. (1921-24)/Promozione (1919-20)                  | 9    | 2                    | 1       | 6               | 8               | 19         |
| 2ª Div. (1926-27)/1ª Div. (1931-33)/Serie C/C1/Lega Pro | 35   | 12                   | 6       | 17              | 35              | 46         |
| Altri incontri ufficiali                                | 45   | 15                   | 15      | 13              | 47              | 37         |
| Coppa Italia                                            | 1    | 1                    | 0       | 0               | 3               | 0          |
| Coppa Italia Serie C                                    | 3    | 0                    | 1       | 2               | 1               | 6          |
| Coppa Italia Dilettanti                                 | 3    | 2                    | 1       | 0               | 6               | 3          |
| Totale                                                  | 95   | 33                   | 24      | 38              | 100             | 111        |

#### Lista dei risultati
| Stagione  | Competizione    | Incontro             | A / R | A / R |
| --------- | --------------- | -------------------- | ----- | ----- |
| 1916-1917 | Terza Categoria | Savoia-Stabia        | 5-1   | 5-1   |
| 1919-1920 | Spareggio       | Savoia-Stabia        | 3-2   | 3-2   |
| 1919-1920 | Promozione      | Stabia-Savoia        | 2-0   | 2-0   |
| 1921-1922 | 1ª Div.         | Savoia-Stabia        | 6-0   | 3-0   |
| 1922-1923 | 1ª Div.         | Savoia-Stabia        | 4-2   | 1-0   |
| 1923-1924 | 1ª Div.         | Stabia-Savoia        | 0-0   | 0-2   |
| 1926-1927 | 2ª Div.         | Savoia-Stabiese      | 3-0   | 1-0   |
| 1931-1932 | 1ª Div.         | Stabia-Savoia        | 1-3   | 1-6   |
| 1932-1933 | 1ª Div.         | Savoia-Stabia        | 5-0   | 3-0   |
| 1936-1937 | 1ª Div.         | Torre Annunz.-Stabia | 0-4   | 0-7   |
| 1938-1939 | Serie C         | Stabia-Savoia        | 0-1   | 0-1   |
| 1938-1939 | Coppa Italia    | Stabia-Savoia        | 3-0   | 3-0   |
| 1939-1940 | Serie C         | Stabia-Savoia        | 2-1   | 0-1   |
| 1940-1941 | Serie C         | Savoia-Stabia        | 2-1   | 2-0   |
| 1941-1942 | Serie C         | Savoia-Stabia        | 2-1   | 0-5   |
| 1942-1943 | Serie C         | Savoia-Stabia        | 1-0   | 0-1   |
| 1945-1946 | Serie C         | Stabia-Ilva Torrese  | 0-2   | 2-0   |
| 1948-1949 | Serie C         | Torrese-Stabia       | 0-2   | 1-2   |

| Stagione  | Competizione        | Incontro            | A / R | A / R |
| --------- | ------------------- | ------------------- | ----- | ----- |
| 1949-1950 | Serie C             | Stabia-Torrese      | 2-0   | 0-0   |
| 1950-1951 | Serie C             | Torrese-Stabia      | 1-2   | 0-4   |
| 1952-1953 | Promozione          | Torrese-Juve Stabia | 2-1   | 2-2   |
| 1953-1954 | Promozione          | Torrese-Juve Stabia | 3-1   | 0-0   |
| 1958-1959 | Camp. Dilettanti    | Juve Stabia-Savoia  | 2-0   | 4-1   |
| 1964-1965 | Serie D             | Juve Stabia-Savoia  | 0-0   | 0-1   |
| 1966-1967 | Serie D             | Savoia-Juve Stabia  | 0-0   | 1-0   |
| 1967-1968 | Serie D             | Juve Stabia-Savoia  | 0-1   | 0-2   |
| 1968-1969 | Serie D             | Savoia-Juve Stabia  | 0-1   | 0-0   |
| 1969-1970 | Serie D             | Juve Stabia-Savoia  | 1-0   | 1-2   |
| 1975-1976 | Serie D             | Juve Stabia-Savoia  | 1-0   | 0-0   |
| 1976-1977 | Serie D             | Savoia-Juve Stabia  | 1-0   | 1-3   |
| 1977-1978 | Serie D             | Savoia-Juve Stabia  | 2-0   | 1-2   |
| 1979-1980 | Serie C2            | Savoia-Juve Stabia  | 1-0   | 0-1   |
| 1979-1980 | C. Italia Semiprof. | Juve Stabia-Savoia  | 1-1   | 0-3   |
| 1980-1981 | Serie C2            | Savoia-Juve Stabia  | 1-1   | 0-0   |
| 1982-1983 | Interregionale      | Savoia-Juve Stabia  | 0-0   | 0-1   |
| 1982-1983 | C. Italia Dilett.   | Savoia-Juve Stabia  | 2-3   | 0-2   |

| Stagione  | Competizione      | Incontro             | A / R | A / R |
| --------- | ----------------- | -------------------- | ----- | ----- |
| 1983-1984 | Interregionale    | Savoia-Juve Stabia   | 0-1   | 2-1   |
| 1989-1990 | Interregionale    | Juve Stabia-Savoia   | 2-0   | 2-2   |
| 1989-1990 | C. Italia Dilett. | Savoia-Juve Stabia   | 1-1   | 1-1   |
| 1991-1992 | Serie C2          | Juve Stabia-Savoia   | 0-0   | 0-3   |
| 1991-1992 | C. Italia Serie C | Juve Stabia-Savoia   | 0-2   | 0-2   |
| 1992-1993 | Serie C2          | Juve Stabia-Savoia   | 3-0   | 1-1   |
| 1995-1996 | Serie C1          | Juve Stabia-Savoia   | 1-1   | 2-2   |
| 1996-1997 | Serie C1          | Juve Stabia-Savoia   | 0-2   | 0-1   |
| 1997-1998 | Serie C1          | Juve Stabia-Savoia   | 0-0   | 0-0   |
| 1998-1999 | Serie C1          | Savoia-Juve Stabia   | 0-1   | 0-0   |
| 1998-1999 | Serie C1          | Savoia-Juve Stabia   | 2-0   | 2-0   |
| 2002-2003 | Serie D           | Savoia-Compr. Stabia | 1-1   | 0-0   |
| 2003-2004 | Serie D           | Juve Stabia-Savoia   | 1-0   | 1-1   |
| 2014-2015 | Lega Pro          | Juve Stabia-Savoia   | 2-1   | 3-1   |

## Altri derby rilevanti
Segue un resoconto di alcune sfide regionali, giocate almeno nel terzo livello nazionale, particolarmente avvertite in quanto derby.

### Benevento-Savoia
Anche detto Derby della fratellanza, per il gemellaggio che accomunava le due tifoserie, Benevento-Savoia ebbe il battesimo il 23 dicembre 1934. Gli stregoni si imposero per 2-0 e con identico punteggio si aggiudicarono anche la gara di ritorno a Torre Annunziata. Nel nuovo campionato di Serie C, l'andata terminò a reti bianche mentre il ritorno a Benevento fu vinto dai sanniti per 1-0. Per rivedere un nuovo derby si dovette aspettare quasi un decennio, quando il 13 gennaio 1946, ancora in Serie C, il Benevento si impose tra le mura amiche per 2-0 sull'Ilva Torrese mentre il ritorno terminò 0-0. Alla fine di quel campionato i giallorossi arrivarono primi, ma rinunciarono al salto di categoria proprio a vantaggio della squadra oplontina. Dal 1948 i due sodalizi disputarono sei derby in tre campionati di Serie C consecutivi. La Torrese si aggiudicò i primi tre per 1-0, 4-3 in campo avverso e uno scoppiettante 5-3 a Torre Annunziata. Le successive gare videro due successi sanniti, 2-0 e 4-0, intervallati da un 1-1 il 26 novembre 1950.

Il derby tornò dopo oltre un decennio, stavolta in Serie D, il 27 settembre 1964, alla 2ª giornata, il Savoia si impose per 3-0. Con il medesimo punteggio i bianchi bissarono il successo dell'andata. Dal 1967, si disputarono per tre anni consecutivi in D, sei derby. Nel primo anno doppia affermazione dei bianchi per 1-3 ed 1-0 in casa. L'anno successivo il Benevento vinse la gara casalinga per 2-1, così come fece il Savoia nel ritorno sul proprio campo, ma per 3-2. Nel 1969-70 invece ancora doppia affermazione oplontina, un 3-0 casalingo con doppietta di Lino Villa e minimo scarto nella gara di ritorno a Benevento. Nel campionato di D del 1972-73 invece, furono i sanniti ad imporsi sia in casa che in trasferta, rispettivamente per 1-0 e 3-0 all'ultima giornata di campionato.

Dopo uno doppio confronto nella Coppa Italia di C del 1981, che vide vittorioso il Benevento in entrambe le gare, per rivedere un derby di campionato si dovette attendere un ventennio. Infatti oplontini e stregoni si incontrarono 9 ottobre 1994 a Torre Annunziata, nel campionato di Serie C2. Il ritorno vide vittoriosi gli stregoni per 2-1, con il gol vittoria di Nicola D'Ottavio al 90° su calcio di rigore. Alla fine di quel campionato il derby si ripropose nelle semifinali dei play-off. L'andata a Torre Annunziata si concluse 2-0 a favore dei padroni di casa, mentre il ritorno registrò un pirotecnico 3-3, con il Savoia sempre ad inseguire il risultato.

Dal 1996 il derby fu disputato per tre annate consecutive, nella Coppa Italia di C. Nelle prime due edizioni le squadre si divisero la posta, facendo valere sempre il fattore campo, ma fu sempre il Benevento a passare il turno in virtù dei gol segnati. Nel 1998 in gara unica, il Savoia ebbe la meglio tra le mura amiche, per 4-3.

Nel 2000-01 tornò il derby di campionato, stavolta in Serie C1. All'andata a Benevento si registrò ancora il festival del gol, con i sanniti che prevalsero per 5-4, grazie anche ad una tripletta di Mario Bonfiglio. Nella gara di ritorno il Savoia si impose per 2-1.

Il derby si giocò nuovamente dopo quasi tre lustri, in Lega Pro. Il Benevento si aggiudicò entrambe le gare. Al Giraud di Torre Annunziata si impose per 3-2, mentre nel ritorno al Vigorito per 1-0.
|                                             | Gare | Vittorie Benevento | Pareggi | Vittorie Savoia | Gol Benevento | Gol Savoia |
| 1ª Div. (1934-35) / Serie C / C1 / Lega Pro | 16   | 9                  | 3       | 4               | 30            | 19         |
| Serie C2 / Serie D                          | 14   | 4                  | 2       | 8               | 14            | 24         |
| Coppa Italia Serie C                        | 7    | 4                  | 0       | 2               | 14            | 9          |
| Totale                                      | 37   | 17                 | 5       | 15              | 58            | 52         |

#### Lista dei risultati
| Stagione  | Competizione    | Incontro               | A / R | A / R |
| --------- | --------------- | ---------------------- | ----- | ----- |
| 1934-1935 | Prima Divisione | Benevento-Savoia       | 2-0   | 2-0   |
| 1935-1936 | Serie C         | Savoia-Benevento       | 0-0   | 0-1   |
| 1945-1946 | Serie C         | Benevento-Ilva Torrese | 2-0   | 0-0   |
| 1948-1949 | Serie C         | Torrese-Benevento      | 1-0   | 4-3   |
| 1949-1950 | Serie C         | Torrese-Benevento      | 5-3   | 0-2   |
| 1950-1951 | Serie C         | Torrese-Benevento      | 1-1   | 0-4   |
| 1964-1965 | Serie D         | Savoia-Benevento       | 3-0   | 3-0   |

| Stagione  | Competizione      | Incontro         | A / R | A / R |
| --------- | ----------------- | ---------------- | ----- | ----- |
| 1967-1968 | Serie D           | Benevento-Savoia | 1-3   | 0-1   |
| 1968-1969 | Serie D           | Benevento-Savoia | 2-1   | 2-3   |
| 1969-1970 | Serie D           | Savoia-Benevento | 3-0   | 1-0   |
| 1972-1973 | Serie D           | Benevento-Savoia | 1-0   | 3-0   |
| 1981-1982 | C. Italia Serie C | Savoia-Benevento | 0-1   | 0-3   |
| 1994-1995 | Serie C2          | Savoia-Benevento | 0-0   | 1-2   |
| 1994-1995 | Play-off          | Savoia-Benevento | 2-0   | 3-3   |

| Stagione  | Competizione      | Incontro         | A / R | A / R |
| --------- | ----------------- | ---------------- | ----- | ----- |
| 1996-1997 | C. Italia Serie C | Savoia-Benevento | 3-2   | 0-2   |
| 1997-1998 | C. Italia Serie C | Savoia-Benevento | 2-0   | 0-3   |
| 1998-1999 | C. Italia Serie C | Savoia-Benevento | 4-3   | 4-3   |
| 2000-2001 | Serie C1          | Benevento-Savoia | 5-4   | 1-2   |
| 2014-2015 | Lega Pro          | Savoia-Benevento | 2-3   | 0-1   |

### Casertana-Salernitana
Il derby tra Salernitana e Casertana risale agli anni quaranta, e si è giocato quasi sempre in terza serie, eccetto per due sfide di andata e ritorno nel Campionato campano 1945 (2-0 a tavolino e 5-1 sul campo sempre per la Salernitana) ed una sfida di Coppa Italia 1958-1959 conclusasi 3-2 per la Salernitana, con reti di Savastano per la Casertana, poi Vannucci per i salernitani, seguito da Oreste e poi Del Gaudio, entrambi granata, ed infine Roberti per la Casertana. 

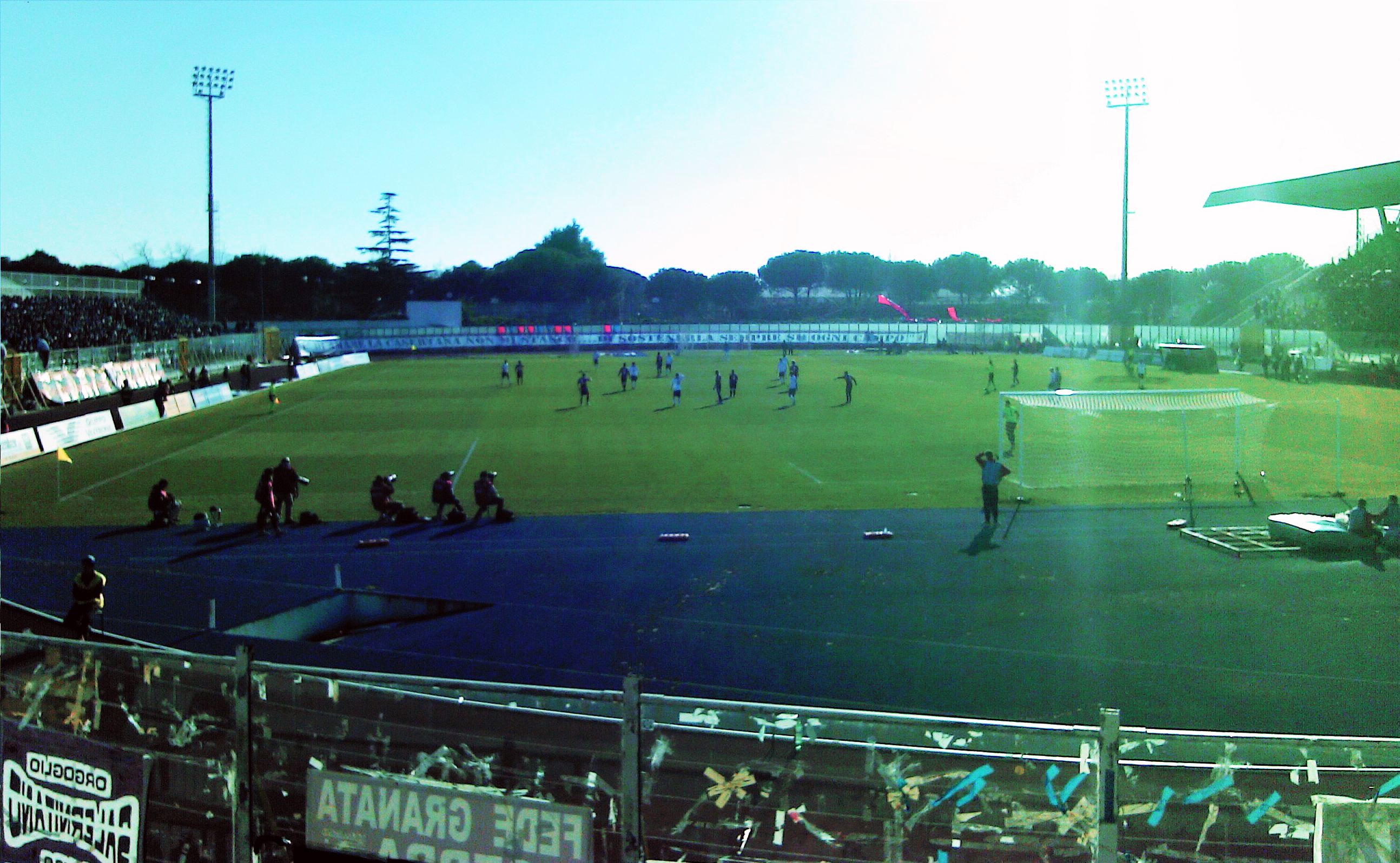
Dal settore ospiti, veduta dell'incontro disputato a Caserta nel 2014-2015

La storia del match si concentra principalmente nel periodo compreso tra la fine degli anni cinquanta e l'inizio degli anni novanta: tra salernitani e casertani nacque una sentita rivalità anche per via dei numerosi incontri concentrati in questo arco temporale.
La prima partita ufficiale fu giocata a Salerno, e si concluse 5-2 per i salernitani, i quali vinsero -a tavolino- anche a Caserta: era il campionato di Serie C 1941-1942. Nel 1942-1943 si verificò nuovamente una doppia vittoria per i salernitani, i quali in casa ottennero un 1-0, fuori casa vinsero per 4-0.
Esclusi i confronti bellici del 1945 già menzionati, nuove sfide di campionato si ottennero in Serie C 1958-1959: a Caserta i padroni di casa si imposero per la prima volta con una goleada di 5-0, mentre la partita di ritorno si concluse con una vittoria di misura per la Salernitana.
Complessivamente, in Serie C e Serie C1, l'incontro si è verificato per 52 volte di cui il penultimo fu giocato a Salerno e risale al campionato di Serie C1 1992-1993, finito con un pari: 2-2, reti di De Silvestro per la Salernitana al 47°, a cui rispose Di Criscio per la compagine di Caserta all'80°, ma subito dopo Pisano dei granata all'84° siglò il 2-1; infine il giocatore della squadra di Caserta, Claudio Fermanelli al 92° riuscì a riequilibrare il risultato. Il derby torna dopo ben 22 anni di assenza nel campionato di Lega Pro 2014-2015, all'andata la Casertana strappa una vittoria allo scadere attraverso un calcio di rigore al 93° realizzato da Marco Mancosu mentre al ritorno vede un pareggio in casa granata, rigore di Negro al 57° e Mancosu al 81°.
|                     | Gare | Vittorie Casertana | Pareggi | Vittorie Salernitana | Gol Casertana | Gol Salernitana |
| Serie C/C1/Lega Pro | 52   | 11                 | 25      | 16                   | 46            | 50              |
| Coppa Italia        | 1    | 0                  | 0       | 1                    | 2             | 3               |
| Totale              | 53   | 11                 | 25      | 17                   | 48            | 53              |

#### Lista dei risultati
| Stagione  | Competizione | Incontro              | A / R | A / R |
| --------- | ------------ | --------------------- | ----- | ----- |
| 1941-1942 | Serie C      | Salernitana-Casertana | 5-2   | 2-0   |
| 1942-1943 | Serie C      | Salernitana-Casertana | 1-0   | 4-0   |
| 1958-1959 | Serie C      | Casertana-Salernitana | 5-0   | 0-1   |
| 1958-1959 | Coppa Italia | Salernitana-Casertana | 3-2   | 3-2   |
| 1959-1960 | Serie C      | Casertana-Salernitana | 1-0   | 0-0   |
| 1963-1964 | Serie C      | Salernitana-Casertana | 1-0   | 0-0   |
| 1964-1965 | Serie C      | Casertana-Salernitana | 1-1   | 2-1   |
| 1965-1966 | Serie C      | Salernitana-Casertana | 3-0   | 0-1   |
| 1967-1968 | Serie C      | Salernitana-Casertana | 1-1   | 0-1   |

| Stagione  | Competizione | Incontro              | A / R | A / R |
| --------- | ------------ | --------------------- | ----- | ----- |
| 1968-1969 | Serie C      | Casertana-Salernitana | 2-0   | 0-0   |
| 1969-1970 | Serie C      | Casertana-Salernitana | 1-1   | 0-0   |
| 1971-1972 | Serie C      | Casertana-Salernitana | 1-2   | 2-2   |
| 1972-1973 | Serie C      | Salernitana-Casertana | 1-0   | 1-0   |
| 1973-1974 | Serie C      | Casertana-Salernitana | 0-2   | 0-1   |
| 1974-1975 | Serie C      | Casertana-Salernitana | 3-0   | 0-1   |
| 1975-1976 | Serie C      | Casertana-Salernitana | 0-0   | 2-2   |
| 1981-1982 | Serie C1     | Casertana-Salernitana | 0-0   | 0-1   |
| 1982-1983 | Serie C1     | Casertana-Salernitana | 0-2   | 1-1   |

| Stagione  | Competizione | Incontro              | A / R | A / R |
| --------- | ------------ | --------------------- | ----- | ----- |
| 1983-1984 | Serie C1     | Salernitana-Casertana | 2-0   | 0-1   |
| 1984-1985 | Serie C1     | Casertana-Salernitana | 1-0   | 1-1   |
| 1985-1986 | Serie C1     | Salernitana-Casertana | 1-1   | 1-3   |
| 1986-1987 | Serie C1     | Casertana-Salernitana | 1-1   | 1-1   |
| 1987-1988 | Serie C1     | Casertana-Salernitana | 0-0   | 1-1   |
| 1988-1989 | Serie C1     | Casertana-Salernitana | 0-0   | 2-2   |
| 1989-1990 | Serie C1     | Casertana-Salernitana | 2-2   | 2-2   |
| 1992-1993 | Serie C1     | Casertana-Salernitana | 0-0   | 2-2   |
| 2014-2015 | Lega Pro     | Casertana-Salernitana | 1-0   | 1-1   |

### Nocerina-Paganese
Il derby Paganese-Nocerina, è ad alto rischio di scontri, e per questo motivo negli ultimi anni è stato giocato a porte chiuse.
La rivalità tra le due tifoserie è frutto di un campanilismo territoriale, il quale trae origine dalla scissione dell'antica città di Nocera dei Pagani nelle odierne comunità di nocerini (con i comuni di Nocera Inferiore e Nocera Superiore) e paganesi (con il comune di Pagani).
L'ultimo incontro disputato sul campo risale alla stagione 2013-2014, con la squadra di Pagani padrona di casa di una gara disputata però sul campo neutro del Pontedera a porte chiuse per i suddetti motivi di ordine pubblico, e conclusasi con la vittoria della squadra di Nocera Inferiore per 2-1.
|        | Gare | Vittorie Nocerina | Pareggi | Vittorie Paganese | Gol Nocerina | Gol Paganese |
| Totale | 52   | 21                | 14      | 17                | 52           | 56           |

### Salernitana-Sorrento
Il match col Sorrento è tra gli incontri regionali maggiormente disputati dalla Salernitana. Dunque anche se le rispettive tifoserie non sono rivali, e pertanto la gara sia poco sentita pur essendo un derby, la sfida è degna di nota per il significativo numero di incontri giocati (36 in totale). Il confronto si è verificato molto spesso tra gli anni settanta ed ottanta, ma si sono disputate altre sfide inerenti anche in tempi più recenti.
Il match di campionato si è verificato sempre nel terzo livello italiano, oltre che nella Coppa Italia Serie C.
La prima partita risale al 1969, e finì a reti inviolate così come la gara che si giocò al ritorno. La sfida ha fatto registrare due goleade significative nel corso dei decenni: un 4-2 per i salernitani nella Coppa Italia Serie C 1987-1988 ed un 4-1 per i sorrentini fuori casa in Lega Pro Prima Divisione 2010-2011.
|                             | Gare | Vittorie Salernitana | Pareggi | Vittorie Sorrento | Gol Salernitana | Gol Sorrento |
| Serie C/C1/Lega Pro 1ª Div. | 24   | 7                    | 9       | 8                 | 17              | 17           |
| Coppa Italia di C           | 13   | 5                    | 4       | 4                 | 13              | 11           |
| Totale                      | 37   | 12                   | 13      | 12                | 30              | 28           |

#### Lista dei risultati
| Stagione  | Competizione | Incontro             | A / R | A / R |
| --------- | ------------ | -------------------- | ----- | ----- |
| 1969-1970 | Serie C      | Salernitana-Sorrento | 0-0   | 0-0   |
| 1970-1971 | Serie C      | Salernitana-Sorrento | 0-0   | 0-1   |
| 1972-1973 | Serie C      | Sorrento-Salernitana | 0-0   | 0-1   |
| 1973-1974 | Serie C      | Salernitana-Sorrento | 1-0   | 0-1   |
| 1974-1975 | Serie C      | Sorrento-Salernitana | 0-0   | 0-1   |
| 1975-1976 | Serie C      | Sorrento-Salernitana | 2-1   | 2-1   |

| Stagione  | Competizione   | Incontro             | A / R | A / R |
| --------- | -------------- | -------------------- | ----- | ----- |
| 1976-1977 | Serie C        | Salernitana-Sorrento | 0-0   | 0-1   |
| 1977-1978 | Serie C        | Salernitana-Sorrento | 2-0   | 0-0   |
| 1978-1979 | Coppa Italia C | Salernitana-Sorrento | 1-1   | 0-0   |
| 1979-1980 | Coppa Italia C | Sorrento-Salernitana | 0-1   | 0-1   |
| 1981-1982 | Coppa Italia C | Salernitana-Sorrento | 1-0   | 1-1   |
| 1984-1985 | Coppa Italia C | Salernitana-Sorrento | 1-0   | 2-3   |

| Stagione  | Competizione     | Incontro             | A / R         | A / R |
| --------- | ---------------- | -------------------- | ------------- | ----- |
| 1985-1986 | Serie C1         | Salernitana-Sorrento | 3-0           | 0-0   |
| 1986-1987 | Serie C1         | Salernitana-Sorrento | 3-2           | 0-1   |
| 1987-1988 | Coppa Italia C   | Sorrento-Salernitana | 0-0           | 2-4   |
| 2006-2007 | Coppa Italia C   | Salernitana-Sorrento | 0-0           | 0-2   |
| 2007-2008 | Serie C1         | Salernitana-Sorrento | 1-0           | 0-1   |
| 2010-2011 | Lega Pro 1ª Div. | Sorrento-Salernitana | 2-2           | 4-1   |
| 2025-2026 | Coppa Italia C   | Salernitana-Sorrento | 1-1 (3-4 dcr) |       |

### Salernitana-Turris
Le strade di granata e corallini s'incrociarono a partire dal 1971 in occasione del campionato di Serie C: a Torre del Greco fu in quell'occasione la Salernitana ad avere la meglio, attraverso le marcature di Roffi e Rigotto. Nella sfida di ritorno fu ancora la Salernitana a prevalere: al Vestuti, la Turris dopo il primo gol granata di Pantani al terzo minuto, riequilibrò la sfida con Sportelli al quarantacinquesimo, ma nella ripresa, grazie di nuovo a Pantani furono i salernitani a vincere la gara.
La permanenza di entrambe le squadre in Serie C consentì a questo incontro di diventare, negli anni settanta, di routine. L'ultima sfida risale al 1981, con Grassi che al quarto minuto regalò con la sua marcatura la vittoria ai torresi corallini, mentre la gara di andata disputata al Vestuti si concluse in parità, con una rete per parte. Al termine di quella stagione la Turris retrocesse, mentre la Salernitana si piazzò al dodicesimo posto. Da allora le due squadre non si sono più incontrate, dunque il match non si verifica da quarant'anni.
In quegli anni di confronto, tra terza serie e Coppa Italia Serie C, tra le due tifoserie nacquero rapporti amichevoli. La sfida si è complessivamente disputata per 24 volte negli incontri ufficiali, ed appare curiosa la statistica che vede il bilancio in perfetta parità, persino per il numero di reti segnate.
|                   | Gare | Vittorie Salernitana | Pareggi | Vittorie Turris | Gol Salernitana | Gol Turris |
| Serie C/C1        | 20   | 5                    | 8       | 7               | 15              | 20         |
| Coppa Italia di C | 4    | 3                    | 0       | 1               | 6               | 1          |
| Totale            | 24   | 8                    | 8       | 8               | 21              | 21         |

#### Lista dei risultati
| Stagione  | Competizione | Incontro           | A / R | A / R |
| --------- | ------------ | ------------------ | ----- | ----- |
| 1971-1972 | Serie C      | Turris-Salernitana | 0-2   | 1-2   |
| 1972-1973 | Serie C      | Turris-Salernitana | 0-1   | 1-1   |
| 1973-1974 | Serie C      | Salernitana-Turris | 1-2   | 0-1   |
| 1974-1975 | Serie C      | Salernitana-Turris | 1-1   | 0-2   |

| Stagione  | Competizione   | Incontro           | A / R | A / R |
| --------- | -------------- | ------------------ | ----- | ----- |
| 1975-1976 | Serie C        | Salernitana-Turris | 1-2   | 0-2   |
| 1976-1977 | Serie C        | Turris-Salernitana | 0-0   | 0-0   |
| 1977-1978 | Serie C        | Turris-Salernitana | 2-0   | 0-1   |
| 1977-1978 | Coppa Italia C | Turris-Salernitana | 1-0   | 0-1   |

| Stagione  | Competizione   | Incontro           | A / R | A / R |
| --------- | -------------- | ------------------ | ----- | ----- |
| 1978-1979 | Serie C1       | Turris-Salernitana | 0-0   | 1-2   |
| 1978-1979 | Coppa Italia C | Salernitana-Turris | 3-0   | 2-0   |
| 1979-1980 | Serie C1       | Turris-Salernitana | 1-1   | 1-1   |
| 1980-1981 | Serie C1       | Salernitana-Turris | 1-1   | 0-1   |